# Personaggi di Corrado Guzzanti

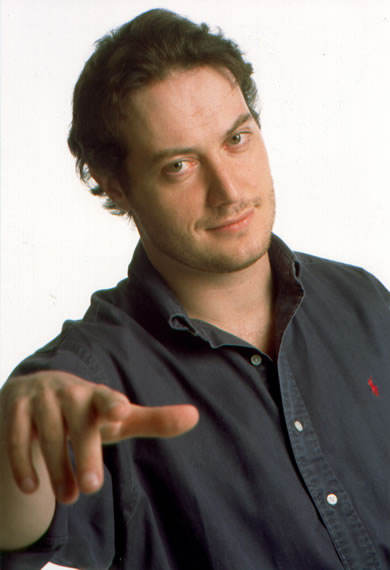
Corrado Guzzanti.

Questa lista raccoglie i personaggi creati da Corrado Guzzanti dal 1990 a oggi, con una scheda di presentazione per ognuno di essi.
Sono elencati i soli personaggi impersonati in carne e ossa, escludendo gli sketch in cui il comico faceva sentire solo la propria voce, come nel caso del telespettatore abruzzese (noto anche come l'uomo con la casa in Abruzzo) che interrompeva telefonicamente tutte le puntate del caso Scafroglia, travisando puntualmente le parole pronunciate poco prima dal presentatore del programma, a causa di banali disguidi linguistici, come «Fa l'ACI» al posto di «Fallaci» (Oriana, la giornalista), e che fu riproposto nel 2005 nell'ospitata a Parla con me e successivamente nello spettacolo teatrale Recital (2009/2010) e in una puntata di Propaganda Live (2025).
In oltre trent'anni di carriera televisiva, Corrado Guzzanti ha portato in scena una miriade di personaggi diversi, alcuni più ricordati di altri. Tra questi ultimi, si ricordano per esempio: Piercarlo, uno dei tanti mariti incapaci di soddisfare sessualmente la compagna (interpretata nelle gag da Carla Signoris), ai tempi di Avanzi; Gnol, cugino di Arnel (Marco Marzocca), entrambi collaboratori domestici del conduttore de Il caso Scafroglia.

## Imitazioni

### Andrea Occhipinti
L'imitazione di Andrea Occhipinti fu proposta nella prima edizione di Avanzi (1991), anno in cui l'attore condusse il Festival di Sanremo insieme ad Edwige Fenech.
A partire dalla seconda puntata del programma, infatti, un Andrea Occhipinti e un'Edwige Fenech interpretati rispettivamente da Corrado Guzzanti e da Cinzia Leone, di ritorno da Sanremo, arrivavano ad Avanzi perché gli erano avanzate delle presentazioni. I due conduttori del festival erano stati oggetto di critica per la loro conduzione imbranata e piena di gaffe; in particolare, nella sua parodia Guzzanti metteva in risalto lo spaesamento di Occhipinti, che, con un comportamento infantile, non era in grado di fare nulla se non pronunciare il suo stesso nome, ripetere ciò che diceva la Leone - Fenech e abbracciarla.
Alla stessa coppia di finti presentatori fu poi affidata la conduzione degli immaginari Oscar di Rai 3: nonostante la Leone - Fenech tentasse di fargli dire "Rai 3" suggerendo anche il numero con le dita, Guzzanti - Occhipinti continuava a dire "Rai 2", cadeva a terra da solo e metteva in bocca gli Oscar da consegnare, mentre la Leone - Fenech tentava di placarlo dandogli dei cracker.
I due presentatori ricomparvero per l'ultima volta nell'ultima puntata della prima edizione di Avanzi, in cui vennero premiati con il Telecane, pupazzo alla cui vista Guzzanti - Occhipinti esclamò "miao".

### Antonello Venditti
(Guzzanti - Venditti)

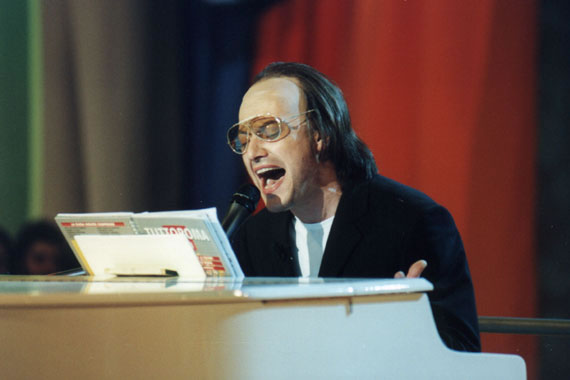
Antonello Venditti impersonato dal comico romano.

L'imitazione di Antonello Venditti fu proposta per la prima volta ne L'ottavo nano (2001), dove presentò i suoi nuovi 2 CD, che però contenevano una sola canzone: Tutto Roma, evidentemente di durata spropositata. Per poter eseguire completamente il suo nuovo brano, in quasi ogni puntata dello show il finto cantautore entrava in studio con il suo pianoforte bianco, trasportato al centro della sala, e nella sua canzone, costruita sullo stile dei brani del vero Venditti come Roma Capoccia, descriveva i personaggi e i (dis)servizi che si potevano incontrare a ogni svincolo del Grande Raccordo Anulare (Bruno l'infame all'uscita della Laurentina, una buca vicino a quella per Torpignattara, Sabrina che lavora all'autogrill) e così via. Inutili erano le richieste della Dandini, che gli chiedeva di smettere di cantare, per cui il Guzzanti - Venditti veniva imbavagliato e legato e portato via con la forza. 
In un'altra occasione invece, Guzzanti - Venditti, sulla base della colonna sonora de Lo squalo, veniva ripreso di schiena mentre, alla guida del suo pianoforte sul Grande Raccordo Anulare, si dirigeva verso lo studio de L'ottavo nano.
Dal punto di vista vocale e canoro, invece, Guzzanti enfatizzava largamente l'accento romano dell'artista e la sua consuetudine di trascinare le vocali, in particolare la «a» e la «e», alla fine di ogni strofa.
Guzzanti raccontò che l'idea del brano nacque perché all'epoca si trovava a dover percorrere il Grande Raccordo Anulare tutti i giorni e, mentre era in macchina, passava il tempo a cantare le uscite.
Dopo poche apparizioni la parodia divenne un cult e gli audio dei brani cantati in trasmissione si diffusero su internet in formato MP3. Anche il vero Antonello Venditti dimostrò di apprezzare l'imitazione di Corrado Guzzanti, al punto da invitarlo al concerto che tenne presso il Circo Massimo in occasione della vittoria dello scudetto da parte della Roma per interpretare con lui la canzone del Grande Raccordo Anulare, inserita poi nel suo album live Circo Massimo 2001. Nel dicembre dello stesso anno fu invitato anche da Ron nella sua trasmissione Amici miei per impersonare Venditti e cantare Grande Raccordo Anulare.
La successiva apparizione di Guzzanti - Venditti, vestito di bianco e seduto a un pianoforte bianco su cui erano poggiati il suo cappello bianco e un bicchiere d'acqua, è stata quella che ha concluso il programma Aniene (2011) con un nuovo pezzo, L'esondazione dell'Aniene, una canzone struggente del tutto inedita e composta da Corrado Guzzanti. Guzzanti ha avuto l'idea di scrivere questa canzone il giorno che è esondato l'Aniene, mentre si trovava in auto. La canzone racconta la tristezza di un periodo storico caratterizzato da ingiustizie e da crisi economica, che col tempo però verrà dimenticato, come dimenticato si sente il protagonista, lasciato dalla sua donna tra le strade di Roma, allagate a seguito dell'esondazione dell'Aniene. L'Aniene è la metafora dei cittadini italiani, che sopportano i continui abusi del governo, senza reagire mai. Tuttavia, come spiega Guzzanti, «l'Aniene è un fiume piccolo, come siamo noi, ma che se piove troppo è capace di arrabbiarsi davvero ed esondare». Ed è proprio l'esondazione dell'Aniene l'unica speranza del protagonista, intesa con un doppio significato: da un lato, una reazione che porti via il male a cui ci si è abituati, sopportando fin troppo; dall'altro, egli attende che l'Aniene esondi affinché la donna che l'ha lasciato possa ricordarsi di quel giorno e di quanto lui le ha voluto bene.
che sopportiamo e che non esondiamo mai

che sopportiamo abusi, insulti e corruzione

ma troppa pioggia poi ci fa arrabbiare sì.

Questi anni amore sembran non finire mai

ci hanno levato tutto tranne i nostri guai

ma non conoscono la forza dell'Aniene

che tutto il male lava via dal mondo sì.

Ci libererà

l'esondazione dell'Aniene

e tu ricorderai

di quanto ti ho voluto bene.

Tutto l'amore del mondo non ci salverà

ciò che c'è di più profondo più a fondo cadrà

tutto l'amore del mondo in un fiume che scorre sul male e sul bene

l'Aniene.»
(Guzzanti - Venditti)
La più recente apparizione è stata in LOL - Chi ride è fuori 2 (2022), in cui Guzzanti - Venditti, sempre seduto al suo pianoforte bianco, ha proposto una versione aggiornata del Grande Raccordo Anulare.
(Guzzanti - Venditti)

### Antonio Di Pietro
(Guzzanti - Di Pietro)
Di questo personaggio esiste un solo sketch, di breve durata, trasmesso durante ogni tappa dello spettacolo teatrale Recital (2009/2010), che il comico ha portato in giro per l'Italia. Con questa interpretazione, Corrado Guzzanti ha dato nuova linfa alla tradizione che lo ha visto imitare i più importanti uomini del Centrosinistra, con l'intento di smascherarne i vizi e i difetti: da Romano Prodi a Fausto Bertinotti fino a Francesco Rutelli e, per l'appunto, il leader dell'Italia dei Valori, offrendone un'immagine leggermente diversa da quelle create da altri due imitatori che si sono specializzati nella parodia di questo uomo politico: Neri Marcorè e Claudio Lauretta.
Salta subito all'occhio dello spettatore il movimento delle mani, che è impulsivo, non accenna mai a fermarsi e che anzi, man mano che il personaggio prosegue nel suo discorso, si tramuta in un gesticolare che si fa quasi ossessivo. Ogni parola pronunciata dalla bocca del finto Di Pietro è accompagnata da uno scatto corporeo, segno di un'agitazione che si fa sempre più forte e che s'impossessa del personaggio. La comunicazione non è solo vocale e linguistica, ma è fisica, corporea, concreta. L'immedesimazione di Guzzanti nell'ex magistrato si completa nel modo con cui viene trasmesso il messaggio; la macchietta parla per metafore, per esempi, per paragoni che sulla carta servono a chiarire le idee al semplice cittadino che non parla il "politichese" e non capisce complesse formule giuridiche, ma che in realtà gli rendono ancora più difficile la comprensione degli eventi. Guzzanti criticava quindi la scarsa capacità comunicativa di Di Pietro, dall'eloquenza spesso sgrammaticata e infarcita d'incomprensibili termini dialettali.

### Donatella Raffai
(Guzzanti - Raffai)
L'imitazione della conduttrice televisiva avvenne all'interno del programma Scusate l'interruzione, in onda su Rai 3 nel 1990. Fu una delle prime imitazioni di Guzzanti e la prima imitazione di un personaggio femminile.
Nella parodia di Guzzanti, la Raffai, all'epoca alla conduzione di Chi l'ha visto?, veniva mostrata come una persona feroce che si inventava e sentiva voci inesistenti, sul modello del Norman Bates di Psyco. Con questa imitazione, infatti, Guzzanti voleva colpire la tendenza sadomasochista del programma, primo tra i tanti che poi si diffusero con ancora più morbosità nella televisione italiana.

### Edward Luttwak
(Guzzanti - Luttwak)
La parodia dell'economista statunitense comparve una sola volta nella trasmissione Il caso Scafroglia, dove Guzzanti offrì il punto di vista del finto Luttwak sulla Guerra in Iraq, a quel tempo intrapresa dagli Stati Uniti d'America e i suoi alleati. Con questa imitazione, l'attore volle criticare l'amministrazione Bush e le motivazioni da essa addotte per motivare l'invasione del Paese mediorientale; Guzzanti, come parte dell'opinione pubblica, non credeva infatti che il dittatore iracheno fosse realmente in possesso di armi di distruzione di massa e riteneva al contrario che le reali intenzioni degli USA fossero quelle di appropriarsi delle immense risorse petrolifere irachene. Guzzanti - Luttwak, in collegamento da una stanza in cui costringeva ad abiurare l'ultimo degli arrestati no global (interpretato da Marco Marzocca), sosteneva che intervenire militarmente fosse necessario perché non conveniva economicamente rimandare indietro gli uomini e i mezzi americani che erano già lì. Inoltre, era sicuro che Saddam Hussein fosse in possesso della bomba atomica e delle armi chimiche perché regalategli dagli stessi Stati Uniti qualche giorno prima.

### Emilio Fede
(Guzzanti - Fede)
(Guzzanti - Fede)

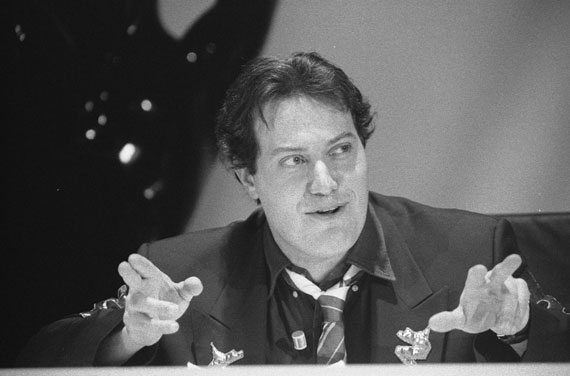
Emilio Fede.

Corrado Guzzanti prese di mira per la prima volta il direttore del TG4 nel febbraio del 1994, all'interno della trasmissione satirica Tunnel. L'imitazione di Fede era proposta in ogni puntata sotto forma di "interferenza" che interrompeva la trasmissione con la messa in onda del proprio TG, nella cui sigla comparivano sottotitoli quali "Il Fininvest giustifica i mezzi". In questo modo, Guzzanti ebbe la possibilità di realizzare un ritratto completo del giornalista di Mediaset, ironizzando in particolare sul suo atteggiamento scopertamente partigiano nei confronti di Silvio Berlusconi, proprietario di Mediaset, a partire dalla sua "discesa in campo". Ogni sketch prendeva spunto da eventi di attualità che riguardavano la figura del leader di Forza Italia, tra cui i problemi giudiziari, i sondaggi che ne decretavano un successo sempre crescente durante la campagna elettorale del 1994 e, dopo il successo alle elezioni, i provvedimenti legislativi del nuovo governo. Nei suoi sketch Guzzanti - Fede paragonava velatamente Berlusconi a Napoleone Bonaparte:
(Guzzanti - Fede)
(Guzzanti - Fede)
Guzzanti - Fede era un personaggio in forte competizione con i conduttori degli altri TG Mediaset, cioè Enrico Mentana del TG5 ma soprattutto Paolo Liguori, suo successore alla guida di Studio Aperto. Inoltre, con riferimento ai contenuti pubblicitari largamente presenti nelle reti Mediaset, Guzzanti - Fede faceva spesso una sorta di product placement mentre dava le notizie.
Guzzanti appariva quasi sempre dietro alla scrivania dello studio del telegiornale con indosso una giacca simil-militare con l'allora simbolo di Canale 5 ricamato sullo scollo (nella puntata successiva alla vittoria delle elezioni da parte di Berlusconi compariva invece vestito da centurione romano, con tanto di corona d'alloro in testa) e si produceva di quando in quando nel "saluto del Biscione", che emulava il movimento del commiato dei navigatori spaziali di Star Trek accompagnato da un secco sibilo; nello spiegare l'origine di questo gesto (ideato congiuntamente con Marco Marzocca) Guzzanti disse che intendeva rappresentare la "militarizzazione" dei TG. La caricatura si concentrò poi sul taglio fortemente scandalistico e scabroso che il giornalista siciliano aveva impresso al notiziario, la cui scaletta era ricca di notizie di cronaca nera e rosa, nonché sulla passione di Fede nei confronti dell'altro sesso, traendo ispirazione dalla gaffe che il giornalista aveva commesso qualche anno prima, quando era stato scoperto in un momento di distrazione a fare pesanti apprezzamenti verso la giornalista e scrittrice Kay Rush, che insieme a Marino Bartoletti gli stava dando la linea da un altro studio per commentare le ultime notizie sulla Guerra del Golfo. Dalle allusive parole di Fede, Guzzanti trasse spunto per dare vita a un personaggio che faceva pesanti avances e alle sue collaboratrici Franca e Jolanda e alla conduttrice Serena Dandini, che gli faceva da spalla chiedendo insistentemente la restituzione della linea, sentendosi rispondere frasi quali «se io ti do la linea, tu in cambio cosa mi dài?». Tratto distintivo di tale caricatura era altresì la gesticolazione frenetica (che pure, per ammissione dello stesso Guzzanti, non era una caratteristica peculiare di Emilio Fede).
Veniva messa in risalto anche la passione del giornalista per il gioco d'azzardo: in uno dei collegamenti, Guzzanti - Fede appariva con solo la cravatta addosso, poiché aveva già perso tutti i vestiti a strip poker e non sapeva cos'altro togliersi; in un'altra puntata, Guzzanti - Fede, presente in studio, faceva sedere la Dandini al computer per giocare al posto suo ai giochi d'azzardo mentre lui era impegnato a dare le notizie.
In collegamento vi era Afrosio (parodia di Paolo Brosio, interpretato da Mauro Pirovano), inviato dai modi servili e continuamente maltrattato dal conduttore, che arrivava a teleguidarlo tramite joystick. In una delle puntate Guzzanti - Fede si collegava con Afrosio per seguire in diretta un incidente mortale: la vittima inconsapevole era proprio l'inviato, che finiva sotto un cumulo di macerie mentre veniva mandato in onda un altro servizio, con Guzzanti - Fede che, rammaricato, chiedeva allora di rifare la scena da capo perché «la morte in diretta può essere divertente da vedere».
Nelle gag figurava anche Michelino, un bambino di otto anni che indossava un cappellino con l'elica, interpretato dall'amico e storica "spalla" Marco Marzocca; questi, accucciato sotto la scrivania del TG, era costretto ad assecondare le richieste di Guzzanti - Fede, che approfittava della sua ingenuità per i suoi loschi interessi. Durante il periodo di campagna elettorale Guzzanti - Fede e Michelino interpretavano una ballata che era un inno propiziatorio elettorale del Biscione, dal titolo Ho una biscia nel motore. In coda al notiziario erano infine collocate le previsioni del meteo MeteoArcore, in cui gli orari dell'alba e del tramonto dipendevano dalla volontà di Berlusconi.
Nell'ultima puntata di Tunnel, Berlusconi (interpretato da Sabina Guzzanti) nominò Michelino nuovo direttore del telegiornale. Michelino poté così avere la sua rivincita su Guzzanti - Fede: i due si scambiarono di posto; Michelino indossò i vestiti di Guzzanti - Fede, non aveva più la voce da bambino, staccò i gradi (biscioni) dalla giacca di Guzzanti - Fede, gli ordinò di fare il saluto del Biscione e gli rubò la parrucca; a Guzzanti - Fede non rimase altro da fare se non farsi chiamare Emilino e, con la voce da bambino, seguire i comandi del nuovo direttore.
Guzzanti ripropose l'imitazione nello spettacolo teatrale Millenovecentonovantadieci (1996/1997) (in cui lo stesso Guzzanti interpretava anche Afrosio tramite un video registrato), a Mai dire gol (1996) e per l'ultima volta a Comici (1999), riprendendo alcune delle battute che avevano dato notorietà al personaggio. Per l'interpretazione finale, dell'abbigliamento di scena il comico cambiò soltanto le spille appuntate sulla giacca, che, a differenza del Fede di Tunnel, raffiguravano il biscione, non più il logo di Canale 5.
In una delle puntate di Mai dire gol, Guzzanti - Fede rapiva il figlio di Vittorio Cecchi Gori (Marco Marzocca) con l'intenzione di estorcere a Cecchi Gori i diritti esclusivi per la trasmissione delle partite di calcio.
Anche in occasione della puntata di Comici dedicata a Guzzanti, Michelino veniva maltrattato di continuo dal presentatore del TG4 e sottoposto a minacce di ogni tipo, come quella di chiamare Oliviero Diliberto e di farlo mangiare (in virtù della voce secondo cui i comunisti di Russia e Cina si cibavano di bambini nei momenti di crisi economica).

### Enrico Ghezzi
(Guzzanti - Ghezzi)
Ghezzi, creatore e curatore di Blob e critico cinematografico, è stato parodiato da Corrado Guzzanti nel programma Il caso Scafroglia (2002). Il comico presentò una "parodia nella parodia", nel senso che il finto Ghezzi era interpretato da un altro personaggio di Guzzanti, Lorenzo, che, vestito con una semplice t-shirt bianca a mezze maniche e uno spesso paio di occhiali, raccontava, usando un linguaggio confuso e criptico, la trama di un film. Nella gag non mancavano alcuni tipici comportamenti di Lorenzo (conduttore della rubrica Lorenzo Fuori Orario, ispirata dal programma notturno Fuori orario, condotto dallo stesso Ghezzi), come la forte cadenza dialettale romanesca e l'abitudine a enfatizzare determinati concetti con urla improvvise, accompagnati dall'uso di parole colte ma spesso non inerenti al tema trattato.
Tra gli sketch più celebri vi è il racconto di Harry Potter e la camera dei segreti, da Lorenzo chiamato «la quattrocchia volante»:
(Guzzanti - Ghezzi)
Lorenzo, mentre raccontava la trama del film, era qualche volta interrotto da un personaggio fuori scena, interpretato da Marco Marzocca, che interveniva per avvertire l'autore di errori che lo portavano a confondere il film discusso con un altro lavoro cinematografico (come quando, rientrando dal bagno durante l'intervallo del film Magdalene, da Lorenzo chiamato «suore di menare», entrò nella sala in cui stavano trasmettendo Men in Black II, mischiando quindi i due film) oppure per reclamare indietro delle «piotte» (soldi) da Ghezzi, dando inizio a un litigio che poneva termine alla discussione sul film, oppure per informarlo di aver rifasato l'audio, mentre il mancato sincronismo era fatto apposta (come era tipico fare il vero Ghezzi), dando inizio anche in questo caso ad un litigio.

### Enrico Mentana
(Guzzanti - Mentana)
Corrado Guzzanti vestì i panni di Enrico Mentana una sola volta, ai tempi di Avanzi, nel 1992, quando Mentana era il conduttore del TG5. L'imitazione del "mezzobusto" più famoso di Canale 5 fu la prima di una serie che avrebbe compreso anche altri importanti esponenti del mondo giornalistico italiano, tra cui Emilio Fede e Paolo Liguori, rispettivamente i volti più noti di TG4 e Studio Aperto, gli altri telegiornali delle reti Mediaset.
Enrico Mentana era balzato agli onori delle cronache nel 1992, quando aveva esordito positivamente alla conduzione del TG5, strappando giorno dopo giorno una fetta sempre più consistente di telespettatori al TG1 fino a vincere contro di esso la battaglia degli ascolti. Guzzanti si interrogò evidentemente sul modo con il quale la televisione di stato era stata superata da Mediaset nel campo delle finestre d'informazione; la parodia di Mentana manifestò l'opinione sprezzante del comico verso la conduzione del telegiornale e gli argomenti in esso descritti. Il personaggio, infatti, presentava il telegiornale dal bancone di un bar, sul quale era sdraiata un'avvenente ragazza seminuda che aveva il compito di passare al conduttore uno dei tanti prodotti che venivano pubblicizzati all'interno del telegiornale, tra una notizia e l'altra. In una tranche della scenetta Mentana, affermando di essere pronto a dare alcune news in maniera svelta, le pronunciava troppo velocemente farfugliando un insieme di parole che si accavallavano tra loro, rendendo incomprensibile il discorso; le uniche frasi intellegibili erano gli spot.
In pratica, Guzzanti accusò Mentana di avere ottenuto successo per avere preferito dare risalto a notizie di minor peso specifico, come quelle sul mondo delle celebrità e del gossip, nei cui videoservizi venivano spesso mostrate procaci attrici con vistose scollature: una formula televisiva che lo Studio Aperto di Mario Giordano avrebbe apertamente importato e poi sviluppato qualche anno dopo. Gli infiniti elenchi di sponsor presentati tra le notizie dal finto conduttore erano poi un chiaro richiamo alla pausa pubblicitaria inserita tra le previsioni meteo e la parte informativa, pausa che Canale 5 introdusse per prima nel palinsesto.

### Fausto Bertinotti

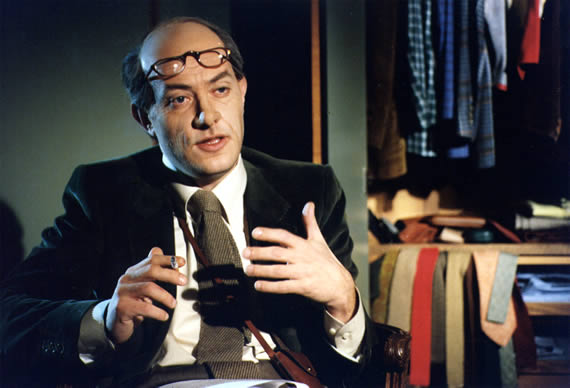
Guzzanti - Bertinotti

Nota: Nell'imitare Fausto Bertinotti, Corrado Guzzanti pronuncia la "r" come una "v", poiché il politico soffre di rotacismo.
La Sinistra non deve governare. La Sinistra è gioco, è divertimento, è fantasia. Alabarda spaziale!»
(Guzzanti - Bertinotti)
L'imitazione di Fausto Bertinotti fu realizzata da Guzzanti al Pippo Chennedy Show (1997), a Comici (1999), a L'ottavo nano (2001) e nello spettacolo teatrale Recital (2009/2010). La parodia fu strettamente legata all'attualità delle vicende politiche del primo governo Prodi, le cui decisioni incontravano spesso l'opposizione di Bertinotti e del suo partito, che rientrava a quel tempo nella maggioranza che sosteneva il governo, senza però farne parte.

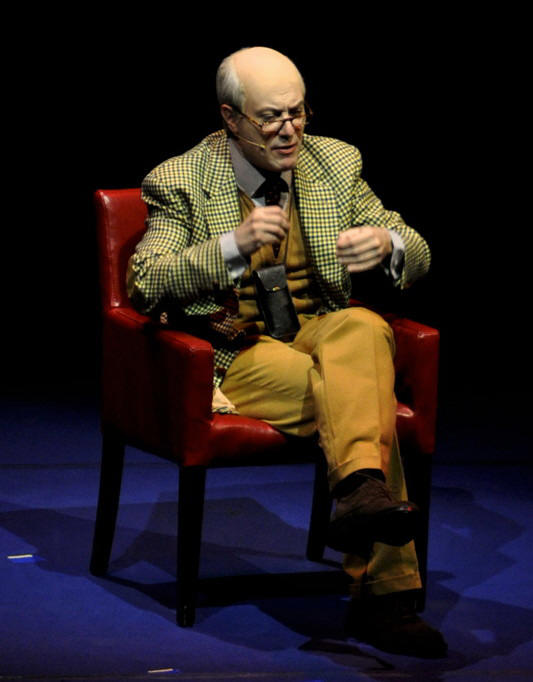
Fausto Bertinotti imitato da Guzzanti nella tappa di Bologna dell'ultimo tour teatrale del comico romano, Recital, del 2009.

Il comico dipinse Bertinotti come un dandy elegante e appassionato di moda, con tratti infantili e goliardici. Guzzanti riprendeva l'attenzione che il politico ha sempre dedicato alla sua immagine, mentre attribuiva le sue scelte politiche al desiderio di causare la fine di ogni esperienza governativa, solo per divertirsi e ridere alle spalle di chi si fidava di lui.
In uno sketch a Comici (1999), Guzzanti - Bertinotti arrivava armato di un gavettone, pronto a tirarlo a Romano Prodi, e ricordava la sua abitudine di svegliare alleati e avversari alle 3 del mattino per preparare scherzi a Prodi e a Walter Veltroni. Sempre nello stesso sketch del 1999, il finto Bertinotti dichiarò che la separazione in seno al partito, decisa da Armando Cossutta, era dovuta non a motivazioni politiche e ideologiche, che qualificava di «sciocchezze», bensì al cattivo gusto del contendente, che a suo dire «vestiva veramente male» e che avrebbe dovuto avere il coraggio di «aprirsi una boutique per conto suo».
Guzzanti - Bertinotti affrontava a volte tematiche serie, riguardanti quasi sempre l'economia. Dopo avere cercato di chiarire determinati aspetti del mercato internazionale e del mondo del lavoro con complessi ed elaborati ragionamenti, come costume dell'originale, e ricevuta l'assicurazione dell'interlocutrice Dandini di averli compresi, smontava abitualmente le sue stesse tesi bollandole come «cazzate» e ammettendo di non averne neppure compreso il significato.
Nello sketch a L'ottavo nano, Guzzanti - Bertinotti analizzò le ragioni storiche del comunismo fino all'ultima fase, quella «dei grandi scherzi», e ne descrisse l'esperienza fallimentare con le seguenti parole:
(Guzzanti - Bertinotti)
Nello spettacolo teatrale Recital, Guzzanti - Bertinotti veniva intervistato dalla voce fuori campo di Caterina Guzzanti sul crollo della sinistra. Il politico spiegava che, a differenza del primo, il secondo governo Prodi era stato un periodo di amarezza per lui, in quanto lo aveva costretto ad abbandonare la sua natura a fare gli scherzi per diventare seriamente responsabile. Il finto Bertinotti considerava la scissione della sinistra in tanti piccoli partiti comunisti come un punto di forza, che inoltre gli aveva permesso di tornare a fare gli scherzi:
(Guzzanti - Bertinotti)

### Francesco Rutelli
(Guzzanti - Rutelli)

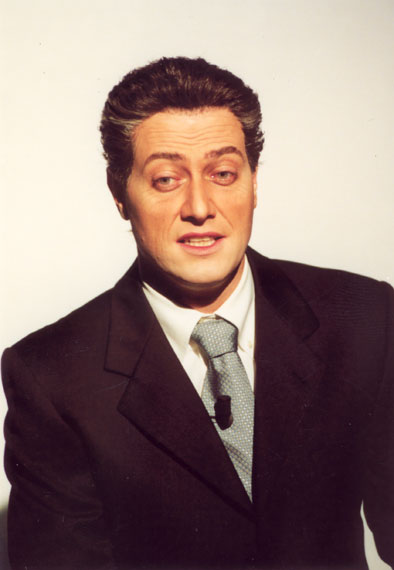
Francesco Rutelli imitato da Corrado Guzzanti.

L'imitazione di Francesco Rutelli fu interpretata per la prima volta a L'ottavo nano (2001), in piena campagna elettorale per le elezioni del 2001. Rutelli era il candidato del Centrosinistra alla Presidenza del Consiglio e Guzzanti decise di raccontare, immedesimandosi nel politico, i risultati conseguiti dalla sua coalizione negli anni precedenti, non disdegnando però di lanciare messaggi di affetto verso Silvio Berlusconi, suo avversario nella corsa alla poltrona di Presidente.
Il personaggio creato dal comico era un trasformista dallo spiccato accento romanesco, malinconico, amareggiato e incompreso, per il quale Guzzanti trasse ispirazione dai tanti personaggi impersonati da Alberto Sordi. Il comico, seguendo i risultati dei sondaggi che premiavano sempre di più la coalizione del Centrodestra, mutò di puntata in puntata l'atteggiamento del finto Rutelli, che divenne sempre più preoccupato e pessimista, al punto da assicurare a Berlusconi la sua amicizia e il suo appoggio in caso di vittoria di quest'ultimo. Alla fine il politico lanciò un monito all'avversario, implorandolo di ricordarsi «degli amici, di chi t'ha voluto bene!» nel momento dell'assegnazione degli incarichi di governo.
Nella prima puntata dello show fu trasmesso uno sketch dove il falso Rutelli veniva ripreso mentre, seduto al pianoforte, cercava di trovare ispirazione per la realizzazione dell'inno dell'Ulivo: dopo vari tentativi, Guzzanti riprendeva il motivo che riproduceva un inno già esistente, quello di Forza Italia, con la parola «Ulivo» a sostituire «Italia». L'intento satirico della gag era evidentemente quello di trasmettere allo spettatore l'idea che gli interessi delle due coalizioni fossero diventati gli stessi e le differenze ideologiche tra le due fazioni venute a mancare. Quindi, secondo Guzzanti, in realtà i contrasti tra le due principali anime della politica italiana non c'erano e i membri di entrambe le parti scatenavano finte incompatibilità per mantenere uno status quo che permetteva loro di conservare il potere.
A confermare questa interpretazione erano le parole pronunciate in un'altra scenetta da Guzzanti - Rutelli, il quale affermò che il suo principale avversario all'interno dell'Ulivo era Silvio Berlusconi, e rivendicava il "merito", parlando a nome di tutto il Centrosinistra, di non avere preso decisioni sfavorevoli nei confronti del Presidente di Forza Italia nella legislatura 1996-2001, non «torcendogli un capello» non sciogliendo mai il nodo del conflitto d'interessi e delle televisioni, liquidando l'ex Presidente del Consiglio Romano Prodi («Ciao Prodi! Mannace 'na cartolina!»), scatenando Mariotto Segni contro Gianfranco Fini, «disintossicando» Umberto Bossi dopo la rottura con Berlusconi del 1995 e «riconsegnandoglielo con la garanzia» e tante altre cose ancora.
Nei vari sketch, il Rutelli di Guzzanti, come un alunno davanti alla maestra, tentava di trovare scuse e di cavarsela davanti ai rimproveri di Livia Turco (Germana Pasquero) per non essersi presentato alle riunioni dell'Ulivo e per copiare i programmi degli altri candidati di sinistra, e per punizione il giorno dopo doveva venire accompagnato dalla moglie (Barbara Palombelli). Opposto invece era il rapporto con Walter Veltroni (sempre impersonato da Guzzanti), che lo chiamava "bello de papà" e tendeva a viziarlo.
Nella puntata andata in onda subito dopo il viaggio a Londra di Rutelli per incontrare il primo ministro Tony Blair, Guzzanti caratterizzò Rutelli come il Dante Fontana di Alberto Sordi in Fumo di Londra, con vestito, bombetta, ombrello e fiore all'occhiello. Guzzanti - Rutelli, dopo aver accusato la Dandini di non sapere l'inglese, rivelava di non poter riferire ciò che gli era stato detto dal primo ministro poiché non aveva capito neanche una parola e chiedeva aiuto alla conduttrice per tradurre ciò che aveva registrato: si scopriva dunque che era stato scambiato per un venditore di aspirapolvere porta a porta.
Nella sesta puntata, parodiando la scelta del candidato premier di usare un treno per la sua campagna elettorale, Guzzanti - Rutelli tentò di esporre il suo programma collegandosi da un treno, ma veniva puntualmente interrotto ogni volta che diceva "punto primo" dai più disparati eventi: il passaggio del treno in una galleria, un cameriere, un non vedente che cantava, fino all'istancabile Antonello Venditti di Guzzanti che cantava la sua Tutto Roma anche in treno.
Guzzanti ripropose l'imitazione di Rutelli anche in una puntata de Il caso Scafroglia (2002), in cui l'allora presidente della Margherita, in camicia bianca e calzamaglia nera, come Amleto chiedeva lumi ad un teschio (che pensava essere Fassino) su cosa fare e su che posizioni prendere, lamentandosi di dover fare tutto lui e accusando Berlusconi di pensare solo a fare leggi per salvare Cesare Previti mentre il paese stava andando a fondo.

### Gabriele La Porta
(Guzzanti - La Porta introducendo una puntata del suo "programma")

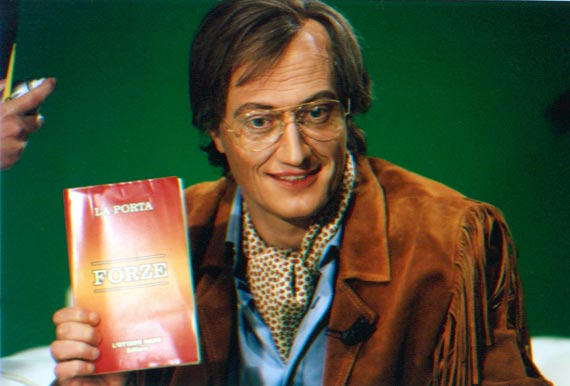
Gabriele La Porta imitato da Corrado Guzzanti.

Il filosofo Gabriele La Porta, ex-direttore di Rai 2, fu colpito dalla satira di Corrado Guzzanti in molte puntate de L'ottavo nano (2001), ne Il caso Scafroglia (2002) e nello spettacolo teatrale Recital (2009/2010).
Il La Porta interpretato da Guzzanti era vestito con una giacca a frange sopra una camicia azzurra e con un foulard attorno al collo. Caratterialmente, si trattava di un personaggio schizofrenico, dedito all'enunciazione di ragionamenti sconclusionati e privi di filo logico: questa caratteristica fu la più accentuata da Guzzanti, in riferimento all'abitudine del filosofo di recitare, nel corso dei suoi programmi, monologhi filosofici difficilmente comprensibili, perlomeno a chi non è avvezzo alla materia e non conosce le linee di pensiero dei più eminenti rappresentanti della filosofia antica e moderna. Così nei suoi discorsi comparivano nomi come Giordano Bruno e Plotino, oppure raccontava la storia di un «Edipo che impazzisce e fa le bolle di sapone dalle orecchie» e così via.
Guzzanti - La Porta era inoltre spesso vittima di raptus omicidi e minacciava, nel corso della scenetta, un uomo chiamato prima Franco Zappetti e poi Ugo Lombardi (interpretato da Marco Marzocca) imbavagliato e legato a una poltrona o a una delle quattro colonne che si notavano in fondo alla scena, al grido di «Altrimenti lui muore!», il tutto allo scopo di "costringere" la rete televisiva (Rieducational Channel) a lasciarlo andare in onda tranquillamente e spingere gli ascoltatori ad assecondare i suoi deliri. In altri casi, credendo di udire delle persone entrare nello studio, il finto La Porta schizzava in piedi, pistola alla mano, e lasciava partire alcuni colpi alle sue spalle, urlando furiosamente "Chi c'è? Chi c'è?".
Le scenette si concludevano poi, di norma, con la lettura delle lettere dei "telespettatori", che sovente rivelavano al filosofo le loro difficoltà nella vita quotidiana: la macchietta allora si faceva beffa di loro, insultandoli per le loro deficienze, e si giustificava asserendo che i suoi epiteti, come diceva Hillman, derivavano tutti da parole greche che significano "saggezza". Ad esempio, leggendo una lettera di una ragazza che si definiva claudicante, il comico ribatteva «diciamo le cose come stanno, Maria Grazia, sei zoppa.[...] "Zoppa" è una parola bellissima, una parola che viene dal greco, ce lo dice Hillman, "zoppéus", che vuol dire "saggezza"».
In una puntata de L'ottavo nano, inoltre, Guzzanti - La Porta irruppe in studio calandosi dal cornicione con una corda e prese come ostaggi Ugo Lombardi (Marco Marzocca), Biondic (Caterina Guzzanti) e la "spaventata" Serena Dandini, e, armato di pistola e di coltello, fece "strage" tra il pubblico in studio.
In alcuni episodi, Guzzanti - La Porta ebbe anche degli ospiti nella sua trasmissione: la cantante neomelodica Natasha (Rosalia Porcaro), che pensava di essere da Marzullo; Serena Dandini, presa in ostaggio la settimana precedente, quando Guzzanti - La Porta aveva fatto irruzione in studio, e poi liberata da Marco Della Noce; Elio Vito (Neri Marcorè), a cui Guzzanti - La Porta sparò un colpo di pistola perché non smetteva di parlare; Gabriele La Porta (sempre interpretato da Guzzanti, ma vestito con una giacca di pelle nera sopra un maglione nero), per parlare di schizofrenia, del dialogo con l'anima e di «dottor Gecchi e mister Heidi» (Dottor Jekyll e mister Hyde); Gianfranco Funari (sempre interpretato da Guzzanti), che rivelò al filosofo che il suo programma «me dà un grosso senso de pennica», «c'hai rotto veramente i coglioni, tanto, me l'hai proprio piallati, me l'hai fatto piatto come le bambole»; Gianni Baget Bozzo (sempre interpretato da Guzzanti), che voleva liberarsi di lui allo scopo di impadronirsi della scena.
Infatti, nell'ultima puntata de L'ottavo nano, Guzzanti - La Porta lesse una lettera pensando che fosse una delle lettere degli spettatori, mentre si trattava della lettera di licenziamento della RAI con decorrenza immediata, con la motivazione che «la sua trasmissione è molto interessante ma purtroppo la gente la notte vuole dormire»; lo spazio prima occupato da La Porta dell'anima sarebbe stato affidato invece al sacerdote. Per questo motivo i due cominciavano a litigare: Guzzanti - La Porta affermava di essere stato assunto dagli dèi e di essere lì per volere degli dèi, mentre Baget Bozzo lo allontanava con uno schiacciamosche all'urlo di «Vai via, vade retro satana! Sparisci! Satana, lascia questo studio! Sim sala bim!»; Guzzanti - La Porta finiva per sparire realmente dopo aver affermato «penzo dunque sono».
L'imitazione di Gabriele La Porta fu riportata in scena l'anno successivo ne Il caso Scafroglia, dove il filosofo, impegnato a giocare a scarabeo contro tre avversari, non riusciva a formare una parola dotata di senso compiuto; tuttavia, non riconoscendosi sconfitto, insisteva perché la parola da lui creata («selfecce») fosse riconosciuta come effettivamente esistente, sostenendo che fosse in disuso, o in ultima istanza aggiunta al vocabolario dopo la zeta, perché «non dà fastidio, non lo legge nessuno».
Guzzanti tornò ad interpretare un'ultima volta il filosofo nello spettacolo teatrale Recital, in cui il conduttore appariva nel cortile di una casa di salute mentale, assistito da un medico (Marco Marzocca), che affermava che la terapia non stava andando bene e che era necessario ritornare alle pillole blu, dato che il paziente si era reso protagonista di alcuni atti schizofrenici, come schiaffeggiare tutte le mattine una signora ospite dello stesso centro o minacciare «ve lo buco quel pallone!» pur non essendoci nessun pallone.

### Giampiero Mughini
(Guzzanti - Mughini)
Giampiero Mughini fu parodiato da Corrado Guzzanti all'interno di una puntata del Personal TG di Emilio Fede, nella trasmissione Tunnel del 1994. Mughini apparve in veste di ospite del telegiornale e fu interpellato da Fede sulla polemica tra fascismo e antifascismo, nella quale l'opinionista s'inserì dalla parte di chi rimpiangeva il periodo mussoliniano, affermando di «aborrire la tracotanza» dell'opposizione al fascismo. A quel punto, Fede interruppe improvvisamente le riflessioni di Mughini, proprio nel momento in cui stava per spiegare le ragioni della sua posizione, e gli riferì che a interessare il pubblico non erano le sue parole, ma piuttosto l'attitudine del suddetto a gesticolare e ad assumere pose divertenti. Mughini accolse la richiesta del direttore e cominciò a esibire una serie di «faccette», fino a bloccarsi e a costringere Fede a chiamare un infermiere per portarlo via.
Lo sketch appena descritto fu mandato in onda anche all'interno della puntata di Comici dedicata a Corrado Guzzanti (1999); subito dopo, Guzzanti, che in quel momento stava vestendo i panni di Rokko Smithersons, cominciò ad imitare Mughini, con la cui voce chiese di vedere gli altri filmati.

### Gianfranco Funari
(Guzzanti - Funari)

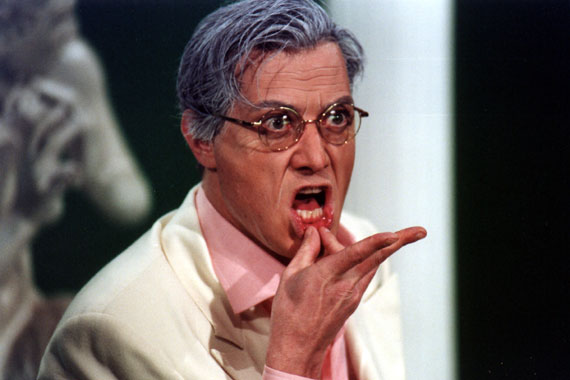
Gianfranco Funari imitato da Corrado Guzzanti.

Tra tutti i personaggi imitati da Corrado Guzzanti, Gianfranco Funari fu quello che gli diede la maggiore notorietà, al punto che gli sketch del finto Funari divennero molto presto un cult. Il comico parodiò Funari nel periodo in cui lo showman stava progettando di entrare in politica, candidandosi alla carica di sindaco di Milano e cercando di accedere a quella categoria di persone che aveva spesso osteggiato nell'arco di tutta la sua carriera televisiva e professionale. Il personaggio creato da Guzzanti era particolarmente vicino a quello che si proponeva di imitare, sotto molti punti di vista, per esempio nella voce. Guzzanti assunse una tonalità vocale quasi uguale a quella del vero Funari, non avendo inoltre alcun tipo di problema a riprendere la cantilenante parlata romanesca del presentatore, già provata in altre creazioni satiriche, come Lorenzo o Rokko Smithersons.
Un altro punto di forza della macchietta era la gestualità: nel rappresentarlo Guzzanti muoveva continuamente le braccia e soprattutto le dita, portandole sulle guance e ai lati della bocca, e accompagnando le parole più forti e provocatorie con movimenti delle mani altrettanto bruschi e improvvisi. Infine, il personaggio di Guzzanti descriveva e raccontava i personaggi e le situazioni più imbarazzanti del momento politico, servendosi di "disgustose" metafore, inerenti quasi sempre le feci, i cattivi odori e ciò che è additato comunemente come fastidioso (per esempio la figura della suocera, figura spesso presente negli sketch, impersonata in Millenovecentonovantadieci da un manichino e nel Pippo Chennedy Show da Maurizio Marchitelli). Nei suoi discorsi, Guzzanti - Funari citava sempre il suo sponsor, l'immaginaria mortadella Arigà, con riferimento alla reale abitudine del conduttore televisivo di fare assaggiare al politico ospite la mortadella sponsorizzata dal programma; la mortadella prendeva il nome dalla celebre frase del conduttore «che mortadella rigà» (ragazzi) rivolta al cameraman, a cui si rivolgeva spesso anche con «damme la due», altro tormentone dell'imitazione di Guzzanti.
Nella parodia il presentatore entrava abitualmente in studio camminando nervosamente verso il centro e, spostandosi da una telecamera all'altra, chiedeva ai vari cameramen di inquadrarlo a turno con un determinato zoom. Le storpiature grammaticali del finto Funari, che consistevano spesso in inviti quali «Zummolo!» e «Strignolo!», non facevano altro che aumentare ed enfatizzare l'intento satirico dell'interpretazione.
(Guzzanti - Funari)
La prima imitazione di Funari avvenne nello spettacolo teatrale Millenovecentonovantadieci (1996/1997), fu poi riproposta in tutte le puntate del Pippo Chennedy Show (1997), nello spettacolo teatrale La seconda che hai detto (1997/1998), nella puntata di Comici dedicata a Corrado Guzzanti (1999) e in una puntata de L'ottavo nano (2001).
Nell'apparizione a L'ottavo nano, Guzzanti - Funari era prima ospite de La Porta dell'anima, immaginaria trasmissione di Gabriele La Porta (interpretato sempre da Guzzanti), che evidentemente non apprezzava e riteneva noiosa, come si evince dalle parole che gli rivolse: «quanno vedo 'e trasmissioni sue, me dà un grosso senso de pennica. [...] C'hai veramente rotto i coglioni, tanto, me l'hai proprio piallati, me l'hai fatto piatto come le bambole. [...] Semo tanti a seguitte eh, ma cerca de non fermarte perché quanno te pigliamo te gonfiamo de botte eh». Poi, scoperto il collegamento con la Dandini, entrava in studio per dare la sua visione della situazione politica del tempo, ormai da persona esterna, non avendo più intenzione di scendere in politica, «perché quando piove merda, te butti a destra, te butti a sinistra... 'e schizzi te arrivano lo stesso!».
Dopo la morte del conduttore, Guzzanti ha usato il personaggio di Funari nello spettacolo teatrale Recital (2009/2010) per dare indicazioni al cittadino «pe quanno spira», descrivendo così un Paradiso infernale:
(Guzzanti - Funari dal Paradiso)
Il finto Funari concludeva lo spettacolo chiedendo a Guzzanti di salutare il pubblico e salutava a modo suo con una delle sue metafore sulla politica:
(Guzzanti - Funari dal Paradiso)

### Gianni Baget Bozzo
(Guzzanti - Baget Bozzo)

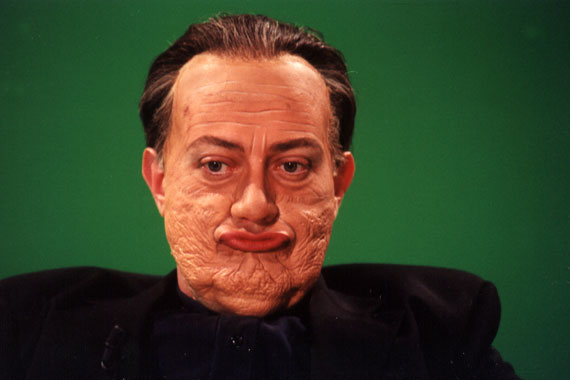
Gianni Baget Bozzo imitato da Corrado Guzzanti.

Parodia dell'omonimo, comparve solo una volta nella trasmissione L'ottavo nano (2001), all'interno dello sketch di Gabriele La Porta, sempre imitato da Guzzanti: il tutto fu realizzato con "due Guzzanti" nella stessa inquadratura, ciascuno nella rispettiva parte.
Baget Bozzo, infatti, arrivava nello studio della fantomatica trasmissione La Porta dell'anima condotta da Guzzanti - La Porta per sostituire il conduttore, appena licenziato dalla RAI e sostituito con una rubrica affidata al sacerdote. Davanti alle resistenze del finto La Porta, che non voleva lasciare lo studio, Baget Bozzo inveiva con uno schiacciamosche urlando «vai via! Vade retro, satana! Sparisci! Satana, lascia questo studio! Sim sala bim!». Rimasto solo in studio, Baget Bozzo cominciava a disquisire sul «dimonio» pronunciando parole spesso incomprensibili, con una parlata simile a quella di Paperino. Il sacerdote, ossessionato dalla ricerca dell'anticristo, finiva per sospettare dell'ostaggio di Gabriele La Porta (Marco Marzocca) imbavagliato e legato ad una colonna: dopo avergli chiesto di rinnegare la sua eresia, non ricevendo alcuna risposta (dato che l'ostaggio era impossibilitato a parlare a causa del bavaglio), si convinceva che fosse l'anticristo e gli dava fuoco.
In questa imitazione una funzione molto importante era rivestita dai truccatori, che realizzarono sul viso di Guzzanti una maschera modellata in modo da creare una forte somiglianza al livello cutaneo con Baget Bozzo; infatti, il sacerdote savonese presentava un notevole invecchiamento della pelle nella parte inferiore del viso.

### Giovanni Minoli
(Guzzanti - Minoli)
Il giornalista della Rai Giovanni Minoli fu imitato da Corrado Guzzanti nella seconda edizione di Avanzi, nel 1992, e nello spettacolo teatrale Millenovecentonovantadieci (1996/1997).
Il Minoli interpretato dal comico era un sanguinario, appassionato di omicidi e stragi di cui raccontava i retroscena, i protagonisti e soprattutto i dettagli più macabri, nel descrivere i quali si esaltava e provava un perverso piacere. La scena era organizzata in modo tale da assomigliare perfettamente a quella dello studio di Mixer, la trasmissione ideata e condotta per molti anni da Giovanni Minoli: Guzzanti era ripreso da una telecamera in primo piano e da un'altra un po' più lontana, angolata diversamente; l'immagine ripresa da quest'ultima veniva proiettata su di un pannello in chroma key, posto alle spalle del comico, che dunque appariva due volte nella stessa immagine (un accorgimento tecnico escogitato da Minoli per attirare l'attenzione dei telespettatori). Guzzanti volle colpire la tendenza del programma che, con il passare degli anni, stava sottraendo sempre maggiore spazio alla politica, per dedicarlo frequentemente alla cronaca nera in maniera morbosa, abitudine che stava dilagando nel mondo della televisione italiana e su cui avrebbe puntato il dito anche con la parodia di Emilio Fede.
Gli intervistati da Guzzanti - Minoli sono stati: un tacchino poco prima di essere ucciso, squartato e cucinato, a cui Minoli chiedeva di descrivere tutti i dettagli di come sarebbe stato trucidato; un orecchio, unico pezzo superstite di un uomo che era stato divorato dal mostro di Milwaukee, a cui il giornalista chiedeva di descrivere dettagliatamente il massacro, poiché i dettagli cruenti facevano aumentare l'ascolto e di conseguenza anche il suo stipendio.
Celebre divenne anche il Minoli rap, un pezzo rap scritto sulla base della reale sigla di Mixer che il Guzzanti - Minoli propose ad Avanzi poiché scartato dal Festival di Sanremo e che venne poi inserito nell'album Sopravvoliamo di Rokko e i suoi fratelli con il titolo di Dolore fisico e con il sottotitolo Il piacere del sangue in TV (parodia del reale sottotitolo di Mixer, cioè Il piacere di saperne di più). Nell'esibizione, Guzzanti - Minoli elencava una serie di fatti macabri agitandosi su una sedia girevole e tenendo in mano un frustino, fino ad arrivare al ritornello, in cui urlava:
(Guzzanti - Minoli)
Dal punto di vista politico, il comico rappresentò Giovanni Minoli come un protetto di Bettino Craxi, pronto a servire fedelmente il "padrone" nei suoi servizi, ciò in allusione all'afferenza del giornalista al Partito Socialista Italiano.
(Guzzanti - Minoli)
(Guzzanti - Minoli)

### Giulio Tremonti

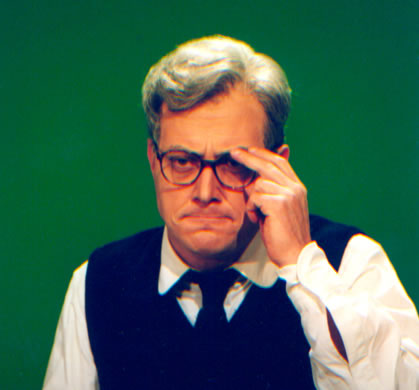
Giulio Tremonti imitato da Corrado Guzzanti nel 2002.

Nota: Nell'imitare Giulio Tremonti, Corrado Guzzanti pronuncia la "r" come una "v", poiché il politico soffre di rotacismo.
(Giulio Tremonti)
Corrado Guzzanti vestì per la prima volta i panni del politico Giulio Tremonti nella striscia satirica Il caso Scafroglia (2002). Tremonti, allora Ministro delle finanze, fu presentato dal comico in perenne agitazione davanti a una calcolatrice, per trovare il modo di far quadrare i conti dello Stato. Il Ministro, dopo avere messo in preventivo dei tagli curiosi (per esempio, le gambe delle sedie del Parlamento) e calcolate tutte le spese, malediceva con disappunto il fallimento dei suoi calcoli, che non gli permettevano di rientrare nei costi dell'attività di governo e di risanare il debito pubblico, esclamando ripetutamente «Povca puttana! Povca tvoia!» e battendo con violenza i pugni sulla scrivania.
In un flashback in bianco e nero, liberamente ispirato al film Il sorpasso, apparivano contemporaneamente Umberto Bossi e Giulio Tremonti, entrambi imitati da Guzzanti. Il secondo, impegnato a studiare come Jean-Louis Trintignant, veniva trascinato a fare un giro a bordo di una spider con alla guida il senatur, la cui parlata romanesca ricalcava quella di Vittorio Gassman. Tremonti appariva in soggezione rispetto a Bossi, che correva come un pazzo per la strada, e gli urlava di andare piano, senza però riuscire a farsi rispettare: la corsa finirà con un incidente.
L'uomo, in difficoltà con il suo lavoro e privo di autocontrollo, faceva emergere la forza del suo carattere soltanto nei momenti di solitudine. Infatti, in un altro sketch, il finto Tremonti scatenava la sua violenza nei confronti di una macchinetta videopoker all'interno di un bar, nella quale spendeva i risparmi degli italiani, ma, appena accorreva il gestore del bar, la macchietta si scusava umilmente promettendo di non sfogare più la sua frustrazione sull'apparecchio, cosa che avrebbe però fatto nuovamente non appena il barista si fosse allontanato, fino a farsi cacciare.
In un'altra scenetta Guzzanti volle criticare il cambiamento di prospettiva di Tremonti che, dopo avere stabilito più volte l'illegittimità della pratica del condono, ne promosse uno fiscale nel 2002. Guzzanti, nei panni del politico di Forza Italia, sulla base musicale presente nel famoso spot della marca di diamanti Trilogy, riportò le frasi di Tremonti che giudicavano negativamente questo tipo di provvedimento, prima di affermare alla fine «ho cambiato idea!», mostrando un anello con un diamante al dito, e facendo apparire la scritta «Un condono è per sempre», parafrasando lo slogan della pubblicità sopra citata, che recitava «Un diamante è per sempre», attaccando così il suo trasformismo.
Nell'ultima apparizione ne Il caso Scafroglia, Tremonti entrava in studio a bordo di una spider in compagnia di due ragazze e investiva Federico (Marco Marzocca). Il ministro, credendo di aver ucciso il finto prete, si agitava e pensava già a fare una riforma per passare indenne da questo reato: «Abbiamo fatto un decveto salva-Pveviti, possiamo fave un decveto ammazza-pveti». D'improvviso, però, veniva colpito da un rimorso di coscienza, cosa che non gli accadeva da 10 anni, e per questo, ignorando le richieste dell'investito di chiamare un'ambulanza, insisteva affinché il finto prete lo confessasse, dicendosi disponibile anche a pagare.
Un'altra apparizione televisiva del Tremonti di Guzzanti risale al 2005, quando il comico fu ospite a Parla con me di Serena Dandini. Inizialmente Guzzanti - Tremonti, in collegamento dal suo studio, munito di abaco, banane e mele, tentava ancora di far quadrare i conti dello Stato e inveiva contro Serena Dandini poiché chiamandolo gli aveva fatto perdere il conto. In un secondo collegamento, nel tentativo di coprire 20 milioni di euro, scommetteva 2 milioni di euro sul cavallo Trottolino piazzato, per poi perdere la scommessa e cercare di recuperare con dei vecchi fondi della Puglia. Guzzanti - Tremonti entrò poi in studio per farsi intervistare da Serena Dandini, con cui rivendicò ironicamente i meriti del governo Berlusconi in materia di cultura e finanza.
Sollecitato sulle critiche alla finanziaria, il finto ministro si difendeva dicendo di non capirne i motivi, dato che lui non aveva alzato le tasse («Noi non abbiamo mai aumentato le tasse! Noi abbiamo vaso al suolo questo paese ma non abbiamo aumentato le tasse»), e, quando la Dandini gli faceva notare che, pur non aumentando le tasse, tagliando i fondi ai comuni e alle regioni, sarebbero stati questi ad aumentarle, il finto Tremonti sottolineava che questi erano governati dal centro-sinistra e che quindi non era responsabilità sua, per poi ammettere «questa non è una manovva elettovale, è pvopvio una sòla che noi gli stiamo attivando». Secondo il ministro, infatti, la recessione dell'Europa era assimilabile ad un cetriolo globale che ogni tanto vola basso, con il rischio di mietere delle vittime, e compito del governo era quindi quello di cercare di rimandare l'impatto, sperando che avvenisse con qualche altro paese. Spiegava poi la sua proposta del cuneo contributivo, cioè far pagare tutte le tasse solo agli abitanti di Cuneo.
Per quanto concerne la cultura, invece, si vantava di aver portato 450 veline dal 2001 al 2004, mentre dimostrava di non apprezzare la lirica, da lui ritenuta ripetitiva perché «c'è sempve la stovia di questo... come si chiama? Tvigoletto (Rigoletto), quello che è povtatore di handicap. E tutti gli anni è povtatore di handicap. Oppuve la stovia di quella balvacca, quella baldvacca che poi va a movive di tifo... la tvaviata. [...] Ed è sempve la stessa baldvacca che muove sempve di tifo, dai!»
(Guzzanti - Tremonti)
Alla fine il finto ministro, accusato di aver fallito nel condurre il paese verso la ripresa, proponeva un'alternativa alla finanziaria:
(Guzzanti - Tremonti)

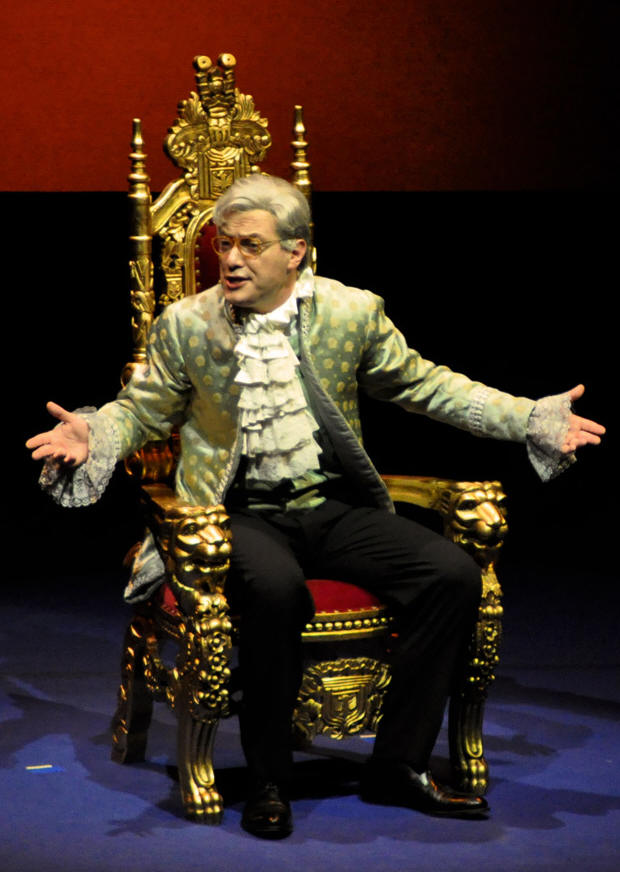
Il clone di Giulio Tremonti in una foto tratta dallo spettacolo teatrale Recital, nel 2009.

La successiva apparizione di Guzzanti - Tremonti è stata nel 2009/2010 nello spettacolo teatrale Recital. In questa occasione, Guzzanti presentava il ministro come un Luigi XVI adagiato su un trono all'interno di una bellissima reggia, in abiti settecenteschi e affiancato da un servo (Marco Marzocca). Il ministro era infastidito da voci di uomini sotto casa che urlavano di avere fame e di volere mangiare, alle quali Guzzanti - Tremonti rispondeva: «Sapete che vi dico? La cvisi è finita! È ufficiale, la cvisi è finita. Adesso se hai fame è psicosomatica!». Il ministro veniva poi intervistato dalla voce fuori campo di Caterina Guzzanti sui problemi dell'economia italiana, dai malfunzionamenti delle social card («Cevto, ogni tanto sono scaviche, è elemosina, non è che tutti quelli che ti fevmano ai semofovi gli dai due euvo!») ai tagli alla cultura (riproponendo lo sketch sulla lirica di Parla con me, ma correggendo la malattia, non più tifo ma tisi) all'aumento delle tasse («Le tasse sono aumentate solo pev chi le paga. Se voi non pagavate, questo govevno non ha cambiato minimamente la situazione»).
Il ministro spiegava poi le ragioni per cui era convinto che l'Italia si trovasse in una posizione migliore rispetto agli altri paesi:
(Guzzanti - Tremonti)
Guzzanti - Tremonti ammetteva di non riuscire a capire cosa sarebbe successo nel lungo periodo, ma si diceva comunque fiducioso nel futuro:
(Guzzanti - Tremonti)
Nel 2012 Guzzanti è riapparso nei panni di Tremonti in Aniene 2. Nello sketch, Guzzanti si sdoppiava nel ruolo di intervistatore e di Tremonti, che doveva presentare un suo libro sulla crisi dell'economia finanziaria in Italia. Il finto Tremonti cominciava a dire cose ragionevoli che riguardavano i precari, la cultura, la sanità, l'evasione fiscale e i giovani, lasciando sbalordito l'intervistatore, fino a quando non entrò nella stanza un altro Tremonti: si scopriva quindi che l'intervistato non era Giulio Tremonti, ma il suo fratello gemello e opposto.
Nel 2022 Guzzanti ha rievocato Tremonti in LOL - Chi ride è fuori 2 durante uno sketch su una seduta spiritica: il finto Tremonti, chiamato in causa seppur vivo, si risentiva dello scherzo e mostrava la sua permalosità.

### Leoluca Orlando
La parodia di Leoluca Orlando fu portata da Guzzanti nella trasmissione Tunnel (1994), dove Guzzanti - Orlando era ospite dell'angolo politico.
Del politico siciliano Guzzanti evidenziava l'aspetto lamentoso e piagnone, che lo portava a lamentarsi anche del fatto che nel tunnel della trasmissione non ci fosse nemmeno un cartello, un'indicazione.

### Licio Gelli
Corrado Guzzanti ha imitato il capo della P2 nel 2011 nel programma Aniene. Chiamato "grande vecchio", viveva in casa del Massone, che lo chiamava "nonno", ed era assistito da un cameriere filippino (Marco Marzocca). Era sempre seduto su una sedia a dondolo, con un plaid sulle gambe nude, e parlava in modo confuso e cantilenante, con accento napoletano. Il vecchio rivendicava con nostalgia i tempi in cui teneva in mano i fili del paese. Diceva al cameriere di conoscere tutti i segreti del paese e di volergli rivelare un segreto, che puntualmente consisteva nell'accusare i servizi segreti israeliani di crimini attribuiti alla P2. Il grande vecchio affermava che il problema più grave dell'Italia erano gli immigrati, in particolare i filippini, «perché i negri almeno lo vedi in faccia, subito prendi la mira... pum! E tutto è finito. Ma i filippini si mescolano in mezzo agli altri con fattezze umane e si mettono dappertutto. I filippini possono entrare dappertutto e noi non li vediamo. Anche in questa casa si potrebbe nascondere un filippino!». Inoltre, chiedeva al cameriere di recapitare delle lettere, senza farsi vedere, scritte da lui e rivolte a Giorgio Napolitano, a Ratzinger e a Osama bin Laden, sostenendo di conoscerne i segreti.
Il cameriere assisteva il grande vecchio per i suoi problemi di incontinenza, metafora di un uomo che non aveva più il controllo di nulla, nemmeno dei suoi bisogni corporali:
(Guzzanti - Gelli)

### Mariotto Segni
(Guzzanti - Segni)
Questa imitazione fu interpretata da Guzzanti a Tunnel, nel 1994, dopo che Segni, avverso sia a Silvio Berlusconi che al Centrosinistra di Achille Occhetto, decise di non schierarsi fondando un partito (il Patto Segni) dall'esperienza fallimentare. Il comico, nei panni del politico, fu ospite del programma in un paio di occasioni come cantante, portando in scena delle ironiche canzoni che vertevano sulla situazione politica del periodo e sulla personalità di Segni, da sempre ostile ad abbandonare le sue convinzioni politiche moderate. Lo sketch più noto della sagoma è quello nel quale canta accompagnato strumentalmente dai Tazenda, che erano ospiti del programma.
Nella parodia Guzzanti metteva in evidenza l'indecisione e l'insicurezza del politico sardo (di cui rimarcava fortemente l'accento), tali da non permettergli di fidarsi non solo di Bossi, Pannella ed Occhetto, ma nemmeno di sé stesso:
(Guzzanti - Segni)

### Paolo Liguori
(Guzzanti - Liguori)
L'imitazione di Paolo Liguori, interpretata da Guzzanti prima nello spettacolo teatrale Millenovecentonovantadieci (1996/1997) e poi nell'edizione di Mai dire gol 1996/1997, suscitò le polemiche del diretto interessato, dell'opinione che tale parodia screditasse pesantemente la sua reputazione e quella del telegiornale del quale era direttore (Studio Aperto). Guzzanti, nelle vesti di Liguori, accusava la Gialappa's Band di faziosità e affermava che l'Italia era oppressa da «un regime guidato dal signor D'Alema» che lo costringeva a bere olio d'oliva (invece dell'olio di ricino che i fascisti facevano ingoiare ai socialisti), con chiaro riferimento al nome dell'Ulivo, raggruppamento di partiti appartenente alla sfera politica del Centrosinistra.
Guzzanti lo dipinse come un fedelissimo dell'opposizione, ossessionato dal lavoro del Governo Prodi e abituato a (dis)informare gli spettatori sulle reali presenze alle manifestazioni di protesta contro il governo. Il giornalista si considerava un prigioniero politico, rinchiuso in carcere per ordine di un governo che non concedeva libertà d'espressione e si serviva delle maniere forti per far tacere le voci di protesta. In ogni sketch Liguori, per denunciare le violenze contro gli oppositori, gridava infatti di essere stato incatenato o imbavagliato, pur essendo stato lui stesso a compiere tali azioni.

### Papa Benedetto XVI
L'imitazione dell'allora papa della Chiesa cattolica è avvenuta una sola volta, nel 2011, all'interno di Aniene. Il finto papa veniva mostrato mentre scendeva in una cripta per pregare i grandi dèi dell'Olimpo di aiutare la Chiesa ad affrontare le difficoltà che la stavano colpendo: i continui scandali che vedevano protagonisti preti pedofili stavano sempre di più allontanando i fedeli dalla Chiesa, mentre si stava diffondendo l'ateismo. Il finto papa, in ginocchio, sacrificava una gallina affinché gli dèi tornassero ad aiutarlo, dato che per duemila anni la Chiesa cattolica, come da accordo, aveva dato loro una tregua montando un monoteismo di facciata.
(Guzzanti - Ratzinger)

### Roberto Baggio
(Guzzanti - Baggio)
Per imitare il noto calciatore (unica vittima della satira di Guzzanti appartenente al mondo dello sport), il comico modificò a sua discrezione una pubblicità, nella quale Baggio appariva per sponsorizzare un concorso a premi promosso dall'IP.
Nell'imitazione, trasmessa all'interno di Tunnel (1994), Corrado Guzzanti enfatizzò la ripetitività cantilenante della voce del protagonista, incapace di pronunciare una semplice frase che recitava: «Bello eh! Ogni settimana, alla IP, milioni di premi da vincere!». Lo slogan, all'apparenza conciso e facile da ripetere, era invece un ostacolo insormontabile per il finto Baggio, che pronunciava le parole in maniera disordinata, costringendo il regista (Dario Argento) a interrompere le riprese e a provare nuovamente, ottenendo risultati sempre più disastrosi. Inoltre, l'effetto comico della scenetta era accresciuto da un espediente pensato da Guzzanti, che a ogni tentativo faceva cambiare la sagoma di cartone sulla quale si appoggiava di volta in volta; questo cartello, riproducente la sua immagine, assumeva un'espressione via via più contrariata per l'incapacità di Baggio di portare a termine il lavoro. In un'altra versione dello spot, il regista Dario Argento si portava appresso la sagoma per chiedere un autografo, lasciando sbigottito il povero Baggio, segno che il calciatore era meno espressivo della sagoma di cartone.

### Romano Prodi
(Guzzanti - Prodi)
L'ex-Presidente del Consiglio Romano Prodi è stato imitato da Guzzanti in tre occasioni, tra il 1997 e il 2009: prima al Pippo Chennedy Show, poi a La posta del cuore e infine nello spettacolo teatrale Recital.
Nella prima apparizione, Guzzanti - Prodi apparì in collegamento su una poltrona, con un anello a forma di tortellino attorno all'anulare destro. Il comico usò la metafora del semaforo per rappresentare le posizioni del politico che, da «buon democristiano», preferiva assumere un atteggiamento equilibrato e di controllo nei confronti delle istituzioni e degli alleati. Il suo ruolo era simile a quello del semaforo, poiché Prodi stava fermo e tranquillo (in contrapposizione a tutte le macchine che corrono di fretta per le strade) e dimostrava grande fermezza, e i compagni di partito rispettavano la sua autorità, proprio come le automobili al comparire del segnale luminoso rosso.

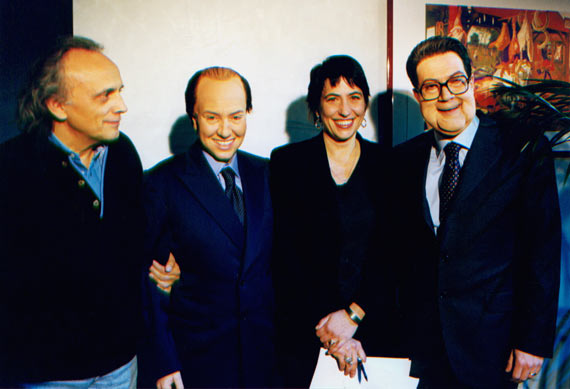
Romano Prodi imitato da Corrado Guzzanti (a destra) assieme alla sorella Sabina, a sua volta nei panni di Silvio Berlusconi, e a Serena Dandini nel dietro le quinte del Pippo Chennedy Show (1997).

Guzzanti - Prodi affermava inoltre di essere stato ingaggiato da Massimo D'Alema per guidare la coalizione del Centrosinistra e di non essere un politico, pertanto le responsabilità delle sue azioni ricadevano in ogni caso su D'Alema. La sua ambizione era solo quella di restare al potere e di esercitarlo, pur incontrando l'ostilità dell'elettorato ed essendone conscio, affermando infatti di stare «sul culo a tutti, nessuno mi voterebbe mai, sto antipatico anche a mia moglie». Accarezzando il proprio cane da compagnia, in realtà una grossa mortadella di gomma (soprannome affibbiato storicamente a Romano Prodi), approfittava della sua carica per lanciare missili contro gli avversari (con riferimento a Ernst Stavro Blofeld) e si compiaceva delle sue decisioni, ben sapendo che la cosa più importante era governare, anche a prezzo di deludere la maggioranza di governo.
Alla fine del collegamento, Guzzanti - Prodi rivelava di essere un fantasma, poiché morto in un incidente stradale nel 1974, e scompariva, lasciando la poltrona vuota.
La seconda parodia di Romano Prodi, invece, fu interpretata nel 1998 a La posta del cuore. L'ex-presidente del Consiglio, intervistato da Michele Cucuzza, si riparava solitariamente in un fienile in attesa di essere chiamato per guidare una nuova coalizione di Centrosinistra (cosa che avvenne realmente nel 2006), questa volta usando come cane da compagnia un prosciutto. In questa occasione, Guzzanti - Prodi usò come riferimento la metafora della cozza, che resta ferma e immobile per poi chiudersi improvvisamente al momento opportuno.
L'8 dicembre 2007 l'allora Presidente del Consiglio ricordò l'imitazione di Guzzanti, dichiarando di averla trovata «proprio bella» e di sentirsi come un semaforo, mimando inoltre alcuni gesti del personaggio a lui ispirato.
Guzzanti realizzò un nuovo sketch del personaggio nello spettacolo teatrale Recital (2009/2010). Nella gag Prodi appariva ancora in tutta la sua "fermezza": dopo il secondo fallimento del progetto dell'Ulivo, il politico rimaneva immobile sulla pensilina di una non precisata stazione ferroviaria, aspettava «dietro la sua bella linea gialla» e non si muoveva, perché i suoi successori (Walter Veltroni e Dario Franceschini) «fanno un gran polverone ma son mica capaci di trovare il compromesso e di metter sempre d'accordo questo e quello»; Guzzanti prevedeva così che nel giro di qualche tempo i dirigenti del Partito Democratico, non riuscendo a offrire un'alternativa appetibile all'elettorato per contrastare Silvio Berlusconi, sarebbero andati a pregare Prodi di provare nuovamente a guidare il Centrosinistra alla conquista del Paese; a quel punto il fondatore dell'Ulivo, sfruttando la loro condizione di sottomissione, li avrebbe costretti ad inginocchiarsi per poi vendicarsi sferrandogli un colpo di karate.
Nello sketch lo scorrere del tempo veniva evidenziato dallo sfondo, in cui cambiava l'illuminazione e la direzione delle ombre e si vedevano alternarsi le stagioni con sole, pioggia e neve, mentre passavano diversi treni a tutta velocità, in contrasto all'immobilità del finto Prodi.

### Ugo Intini
(Guzzanti - Intini)
La parodia di Ugo Intini fu interpretata da Guzzanti in diverse occasioni; i primi sketch che lo vedevano protagonista furono trasmessi ai tempi della terza edizione di Avanzi (1992/1993), nel periodo in cui le vicende di Tangentopoli e Mani Pulite avevano riguardato direttamente il partito socialista e il suo segretario, Bettino Craxi, del quale Intini era portavoce ufficiale.
Guzzanti - Intini veniva mostrato in collegamento mentre ascoltava degli insulti registrati per esercitarsi a rispondere e, di fronte alla Dandini che gli chiedeva di ammettere la corruzione del partito socialista, affermava che il suo partito era vittima di una campagna aggressiva e che c'erano paesi molto più corrotti dell'Italia, come un'isoletta sul Pacifico o un centro rurale in Mongolia composto da 5 persone.
Qualche puntata dopo, Guzzanti - Intini si esibiva con una canzone scartata dal Festival di Sanremo, dal titolo Non può crollare il sistema (contenuta anche nell'album Live di Avanzi Sound Machine), in cui Intini rivolgeva delle preghiere ad Antonio Di Pietro per chiedere di perdonare la politica corrotta del pentapartito e soprattutto Bettino Craxi, costretto a fuggire clandestinamente a Hammamet per evitare le condanne decise dalla giustizia italiana.
(Guzzanti - Intini)
In Tunnel (1994) Intini, tornato in quegli anni alla ribalta della politica dopo gli scandali di Mani Pulite, appariva in continuazione davanti ad una terrorizzata Francesca Reggiani, sbucando da cassonetti, frigoriferi, WC e televisori.
(Guzzanti - Intini)
Guzzanti riportò il personaggio in scena a Mai dire gol (1996), che, accompagnato in studio da un cammello e da un avvoltoio (rispettivamente Giovanni Storti e Giacomo Poretti), elogiò l'operato di Craxi, reclamando per lui un risarcimento miliardario e parlandone come una divinità, presente dentro l'anima di tutti i cittadini italiani.

### Umberto Bossi
(Guzzanti - Bossi)

Umberto Bossi imitato da Corrado Guzzanti.

Corrado Guzzanti ha imitato il fondatore della Lega Nord tante volte: nelle ultime due edizioni di Avanzi, a Tunnel, due volte a L'ottavo nano e una ne Il caso Scafroglia. La particolarità di questa macchietta consiste nelle differenze che si possono riscontrare tra un'imitazione e l'altra.
In una delle apparizioni a Tunnel, l'Umberto Bossi di Guzzanti era ospite del Personal TG di Emilio Fede e aveva cominciato a esporre i punti chiave del suo pensiero politico e i meriti della Lega, quando il conduttore lo invitò a passare in rassegna i programmi: ma non del suo partito, bensì quelli della prima serata televisiva. Per enfatizzare il cambiamento nell'atteggiamento del senatur, la telecamera allargò il campo e ritrasse il personaggio in mezzo busto con a fianco un vaso di fiori. A quel punto Bossi alleggerì i toni, aggressivi e forti all'inizio della scenetta, per assumere un comportamento più calmo e pacato, tipico delle signorine buonasera, e un linguaggio più consono alla situazione. Prima di essere interrotto, Bossi si era invece scatenato nel rivendicare il ruolo del suo partito nella frantumazione del «vecchio sistema partitocratico» e aveva commesso un clamoroso errore di grammatica («Abbiamo stato costretto Berlusconi...»).
Il "nuovo" Bossi fu proposto da Guzzanti nella prima puntata de L'ottavo nano (2001). In quell'occasione, prima del suo arrivo in studio, un'atmosfera di terrore si diffuse tra gli autori del programma e il pubblico in sala; nel dietro le quinte, un affrettato Marco Della Noce avvisò tutti i colleghi di ripararsi nelle rispettive stanze, annunciando l'arrivo del temutissimo Umberto Bossi, ritratto come il cannibale Hannibal Lecter dal film Il silenzio degli innocenti. Guzzanti fu portato dalla Dandini da due boia e fu lentamente liberato dalla museruola che gli ostruiva la bocca. La conduttrice, fintamente spaventata, apprezzò le prime parole del politico, che a un certo punto, però, inveì contro i classici bersagli della Lega Nord e si liberò dai legacci che lo tenevano inchiodato a una tavola di legno. Soltanto Neri Marcorè, travestito da Pier Ferdinando Casini, riuscì a calmarlo suonando il violino come il mostro del film Frankenstein Junior. In un'altra clip, trasmessa sempre nello stesso programma, Guzzanti - Bossi dichiarò di avere «fatto pace con i Socialisti», affermando che il problema era stato «risolto a tavola». Come? Divorandoli, visto che nella Casa delle libertà tutto è possibile.
Nella puntata andata in onda la vigilia di San Valentino, sulle note di Yesterday dei Beatles, vennero mandati in onda dei video in cui ai pesanti insulti e alle pesanti accuse del vero Bossi contro Berlusconi proseguiti per 5 anni si contrapponevano le immagini dei due leader del centrodestra, ormai riappacificati, assieme a passeggio, poiché avevano capito che per vincere le elezioni era necessario allearsi: alla fine compariva il Bossi di Guzzanti, sempre con la museruola, che commentava "eh però gli voglio bene dai, buon San Valentino", mandando un bacio in camera.
L'ultima parodia di Umberto Bossi risale a Il caso Scafroglia (2002), dove il comico realizzò uno sketch double face, in cui il senatur trascinava il "mammone" Giulio Tremonti (anch'egli imitato da Guzzanti) a fare un giro in macchina con lui, ricalcando la celebre scena del film Il sorpasso. Bossi, dallo spiccato accento romanesco (una novità rispetto ai Bossi rappresentati in precedenza), ricopriva la parte che fu di Vittorio Gassman, mentre il Ministro dell'economia si comportava come il timido Jean-Louis Trintignant.

### Vittorio Sgarbi
(Guzzanti - Sgarbi)
Corrado Guzzanti imitò Sgarbi per la prima volta nella trasmissione Scusate l'interruzione (1990); visto il successo ottenuto, la parodia fu riproposta nell'ospitata al varietà Risate di Capodanno (Capodanno 1991) e ad Avanzi. La parodia fu realizzata da Guzzanti in un momento nel quale il critico d'arte, ospite del Maurizio Costanzo Show, era diventato celebre per i numerosi litigi dei quali era protagonista e per le parole forti e frequentemente volgari che pronunciava in trasmissione. In una delle apparizioni ad Avanzi, il personaggio, all'epoca testimonial di una marca di birra, era intervistato da una voce fuori campo sulla qualità della birra che Sgarbi stava sorseggiando. Guzzanti, riprendendo le scurrilità tipiche del linguaggio e del modo di parlare di Sgarbi, lo apostrofava emettendo forti rutti, segno di disprezzo nei confronti dell'intervistatore. Nella scena successiva il personaggio, fermato da alcuni fan per avere l'autografo, subiva degli strattonamenti e definiva i presenti «Mafiosi!», un insulto che il vero Sgarbi era abituato a usare contro i suoi avversari.
Nelle puntate successive, Guzzanti - Sgarbi compariva prima in studio perché, dopo aver mancato di rispetto al Papa durante la trasmissione Ricomincio da due, gli era stato negato di andare in diretta, e poi bloccato in portineria, dove continuava ad insultare e a lanciare acqua sui passanti e, approfittando del mezzo televisivo, promuoveva ancora la birra dicendo che i marziani erano atterrati sul Colosseo e che l'unico modo per fermarli era appunto bere la birra.
Qualche tempo dopo, Guzzanti fu anche protagonista di un noto diverbio televisivo quasi sfociato in rissa, durante il programma L'istruttoria di Giuliano Ferrara; in occasione dell'incontro tra Roberto D'Agostino e il vero Vittorio Sgarbi, le illazioni di quest'ultimo sul suo conto fecero infuriare il giornalista che, dopo aver ricevuto dell'acqua minerale addosso, rifilò uno schiaffo a Sgarbi. Corrado Guzzanti, in secondo piano e impersonante il critico d'arte, assistette alla scena trattenendo a stento le risate, mentre Ferrara cercava di dividere i due litiganti.
Nella seconda edizione di Avanzi Guzzanti ripropose l'imitazione di Sgarbi, questa volta in pigiama e in collegamento dalla sua camera da letto, che affermava di essere molto malato di anemia, artrosi al livello cervicale, astenia, ipotensione, insonnia, rinofaringite, sindrome ansioso-depressiva, sinusite, vertigine e tachicardia, motivo per il quale sarebbe stato costretto a fare 400 giorni di assenza dal lavoro. La parodia era un chiaro riferimento all'assenteismo del critico d'arte, dipendente alla Sovrintendenza ai beni artistici e storici del Veneto nel ruolo di ispettore storico dell'arte, posto in cui avrebbe maturato 453 giorni di assenza presentando certificati medici poco credibili, mentre le presenze nelle diverse trasmissioni televisive non mancavano mai. La trasmissione lanciava allora la campagna di solidarietà Telestron al fine di raccogliere fondi per il critico d'arte, che chiedeva 38 milioni di lire e 15 infermiere. Alla fine della puntata, non avendo ricevuto nessuna chiamata se non da E.T. che aveva sbagliato numero e da un salumiere di Ferrara che voleva indietro 23 milioni di lire di cui il critico era in debito da 6 anni, Guzzanti - Sgarbi ammetteva di aver finto tutto e tentava di ripiegare su Babbo Natale, a cui scriveva una lettera cominciando ogni richiesta con "voglio".

### Walter Veltroni
(Guzzanti - Veltroni)

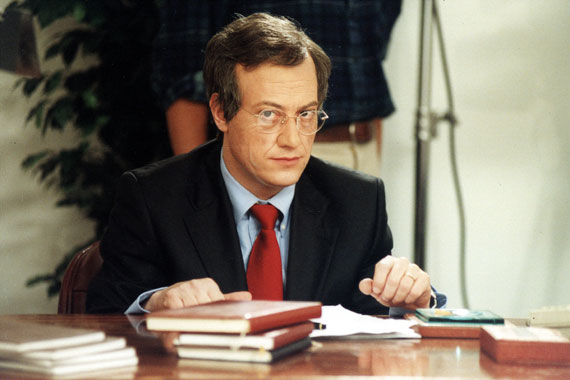
Walter Veltroni imitato da Corrado Guzzanti.

La prima imitazione di Walter Veltroni risale al 1996, quando Guzzanti interpretò un pidiessino molto somigliante a Veltroni, di cui enfatizzava i tipici comportamenti: la pacatezza, il sacro rispetto dell'avversario, la ricerca di un'armonia tra i partiti di Centrodestra e Centrosinistra e l'inclinazione a «comporre i contrasti», anche «a prezzo di vedere diminuiti i consensi dell'elettorato». Il personaggio di Guzzanti era un buonista che cercava un accordo con tutti pur di vincere le elezioni, al punto da trasformare il suo partito dal «più grande partito della sinistra italiana» al «più grande partito di centro» al «più grande partito di centro-destra» fino al «più grande partito della destra italiana».
Nel 1997 Guzzanti ripropose l'imitazione al Pippo Chennedy Show, questa volta con un riferimento esplicito all'allora vicepremier, dipingendolo ancora una volta come un "bambinone" attaccato ai ricordi dell'infanzia e inadatto a risolvere i problemi della politica, a cui non sembrava particolarmente interessato, preferendo le conferenze con discussioni vertenti il teatro o il calcio.
La parodia fu recuperata qualche anno dopo a L'ottavo nano (2001), che trasmise una serie di scenette commentate da Neri Marcorè (con la voce di Bruno Pizzul), in cui Veltroni era l'allenatore della squadra calcistica dell'Ulivo; in ogni episodio il mister non riusciva a incoraggiare la sua squadra, ma anzi faceva di tutto per indebolirla, per cui era sempre sconfitta dalla formazione del Centrodestra, ma non mostrava delusione per l'ennesima debacle, accettandola sportivamente: "l'importante è partecipare".
In un'altra puntata, discuteva con la compagna di partito Livia Turco (interpretata da Germana Pasquero) su una sequenza di nomi su cui puntare per sostituire Francesco Rutelli nel ruolo di candidato alla Presidenza del Consiglio (Raoul Bova, Paola & Chiara, Gabriel Batistuta, Leonardo DiCaprio, Bono degli U2, Max Pezzali, i puffi, Amedeo Nazzari, Heidi, Topo Gigio e Napo orso capo), allo scopo di lanciare qualche personaggio famoso per strappare elettori agli avversari, ma per varie ragioni nessuno dei personaggi nominati era disposto o poteva accettare l'incarico, e di conseguenza Rutelli rappresentava l'unica possibilità di vincere le elezioni, definito da Guzzanti - Veltroni "un poveraccio che molla Roma e viene a suicidarsi al posto nostro".
In un'altra puntata ancora, due militanti dei DS (Ficarra e Picone) facevano visita al finto Veltroni, che li liquidava velocemente, mentre al telefono tornava ad occuparsi dei temi a lui cari, cioè il calcio, chiedendo di non mettere le elezioni il giorno della partita della Juventus, e i giochi d'infanzia, dicendosi addolorato per la scomparsa del gioco del tappo e auspicandosi "che tutti possano, con entusiasmo, tornare a gridare: tappo!".
Nell'ultimo episodio della serie Dov'è Mario? (2016) di Corrado Guzzanti, il vero Walter Veltroni ha recitato un piccolo cameo nel ruolo di sé stesso in cui, ospite di Lilli Gruber assieme a Mario Bambea (interpretato da Guzzanti), elogiava quest'ultimo citando Napo orso capo, con riferimento alla famosa battuta che Guzzanti - Veltroni aveva fatto 15 anni prima:
(Walter Veltroni)

## Creazioni originali

### Aniene
Aniene è comparso per la prima volta nell'omonimo programma (2011) in onda su Sky. Si tratta di un giovane semidio biondo con un elmo alato in testa, dall'aspetto nordico, armato di martello come Thor, ma dallo spiccato accento romanesco. Vestito un po' da Superman e un po' da gladiatore, figlio di Disse («il soprattutto, l'essenza, la pazienza dell'essere») e di Dena («dia della terra, delle piante e del cucito a mano»), egli è «un supereroe coatto» mandato sulla terra dal Padre per aiutare l'umanità a trovare la strada giusta in questo periodo di perdizione.
Gli sketch sono costituiti dai dialoghi tra Aniene e suo Padre Disse (raffigurato come un raggio di luce nel cielo, che parla anch'egli in romanesco), a cui si rivolge per chiedere indicazioni sul da farsi, con qualche problema di interferenza: «Padre, te sento e nun te sento!».
(Aniene)
Il Dio Padre gli spiegava che doveva «vegliare sulle umane debolezze», ma senza interferire con gli umani, che «sono mortali, ricordalo, non campano gli anni de Pippo come noiartri». Aniene ha il potere del tuono, da usare con cautela e saggezza, perché — gli dice il Padre — «ricordati, troppi tuono è come nessun tuoni».
Proprio il Dio Padre affermava che Aniene era la sua ultima speranza, visto che suo fratello (riferimento a Loki) è "un mezzo delinquente" (tra le tante cose, aveva "occupato il Teatro Valhalla", con riferimento all'occupazione del Teatro Valle di Roma, allora a rischio chiusura) e che sua madre Dena "un ce sta più co 'a testa"; per questo tentava di spronarlo ad agire per il bene dell'umanità: «pe Natale te famo er cellulare novo».
Aniene è riapparso anche nella seconda edizione del programma, Aniene 2 - Molto rigore per nulla (2012), in cui il Padre gli chiedeva i motivi delle evidenti difficoltà a compiere il suo compito:
(Disse)
Lo esortava quindi ad agire presto, perché «noi non contamo l'anni come i mortali: da noi passato, presente e futuro sò 'a stessa cosa... per questo ce va a male la roba! Essi invece vivono un tempo lineare... e se soo scordeno, glielo ricordeno 'e bollette.», e a non corrompersi mischiandosi con gli uomini, «creatura artamente imprecisa», nemmeno interagendoci su Facebook. Finiva poi per dare al figlio smarrito dei consigli poco comprensibili: «quando sei indeciso tra er bicchiere mezzo pieno e mezzo vuoto, concentrati sulle posate».
Il personaggio di Aniene è riapparso nel 2016 su Sky Mario HD, canale promozionale creato in vista della nuova serie di Guzzanti Dov'è Mario?, in 5 brevi episodi de Il trono di spago, una parodia de Il trono di spade. Infatti, Disse si era messo in contatto con Aniene perché la madre, dopo aver cambiato pillole, era ritornata lucida e insisteva con l'idea di dover esportare la loro cultura tra i mortali. Compito di Aniene era quello di fare da tramite poiché, in quanto semidio, gli era solo semi-proibito interagire coi mortali. Nei brevi sketch, Disse dettava ad Aniene la sinossi di una leggenda popolare che gli raccontava quand'era piccolo per farlo addormentare; da questa poi Aniene avrebbe dovuto sviluppare la sceneggiatura e depositarla. Tuttavia, spesso Disse perdeva il conto degli episodi (ognuno dei quali era sempre introdotto dalla frase «Sono passati ormai morti anni da quarche anni»), ne saltava alcuni e passava da un personaggio all'altro in maniera confusa, mischiando anche la trama a sfoghi riguardanti la sua vita privata, rendendo così il compito di Aniene ostico.
A marzo del 2020 Corrado Guzzanti ha pubblicato sui suoi social network un video in cui Aniene, privo della sua folta chioma e del suo costume da supereroe, chiedeva al Padre perché avesse mandato il COVID-19 sulla terra e perché da un giorno all'altro si fosse svegliato senza i suoi capelli, ricevendo risposta soltanto alla seconda domanda: «Too già detto che nti tagliavi mai, te dicevo "vai dar barbiere"...». Il 15 maggio del 2020 questo video è stato trasmesso a Propaganda Live assieme ad un nuovo pezzo in cui, arrivati ormai alla fase 2, Aniene si risvegliava con una folta chioma bionda e con un comune martello, che però non erano i suoi. Insistendo ancora per sapere il motivo di questo virus, Disse alla fine confessava: «voi sapé? Nun moo ricordo! Embè? È grave?».

### Brunello Robertetti
(Brunello Robertetti)

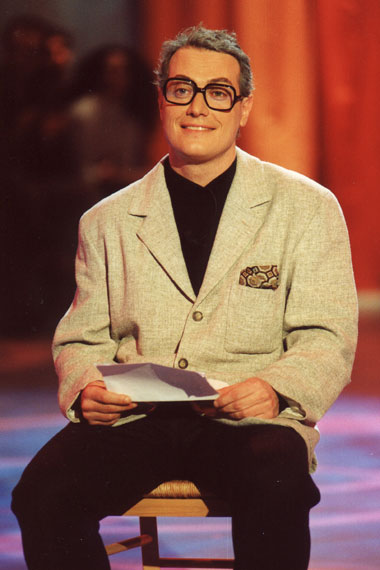
Brunello Robertetti.

Corrado Guzzanti lanciò sul piccolo schermo questo nuovo personaggio nel 1998, durante la trasmissione della sorella Sabina La posta del cuore, in onda su Rai 2. Brunello Robertetti fu poi riproposto, con molto successo, nell'ospitata allo spettacolo teatrale Tel chi el telùn (poi trasmesso su Canale 5 con il titolo Aldo Giovanni e Giacomo Show) (1999) e in diverse puntate de L'ottavo nano (2001), dove il personaggio entrava in scena per leggere alcune sue poesie, dopo essere stato preceduto da un balletto da lui detestato. Guzzanti ha riportato il personaggio di Brunello Robertetti nelle ospitate a Cavalli di battaglia (2017), La TV delle ragazze - Gli Stati Generali 1988-2018 (2018), Stati generali (2019) e Propaganda Live (2020) e nella partecipazione a LOL - Chi ride è fuori 2 (2022).

Il poeta Robertetti si presentava come un uomo molto introverso e timido, di età imprecisabile, vestito in ogni occasione con un monotono maglione nero sotto una giacca elegante grigio chiaro e con un ingombrante paio di occhiali; sulla scena appariva sempre seduto su una sedia, sulla quale declamava i versi delle sue poesie, iniziando sempre con la frase: 
I componimenti poetici di Robertetti erano talvolta la parodia di famose poesie, modificate mantenendone il tema o giocando sui significati; molte poesie erano anche originate da detti popolari e luoghi comuni, puntualmente modificati in modo da farli apparire più buffi.
(Brunello Robertetti)
(Brunello Robertetti)
(Brunello Robertetti)
(Brunello Robertetti)
Nell'apparizione a LOL 2, avvenuta fuori gara poiché Guzzanti era stato già eliminato, il poeta si è dilettato anche in giochi di prestigio con le carte francesi e proprio uno di questi ha causato la risata di Virginia Raffaele e la conseguente vittoria del game show da parte dell'altro finalista Maccio Capatonda.

### ConduttoredeIl caso Scafroglia
(Conduttore de Il caso Scafroglia)

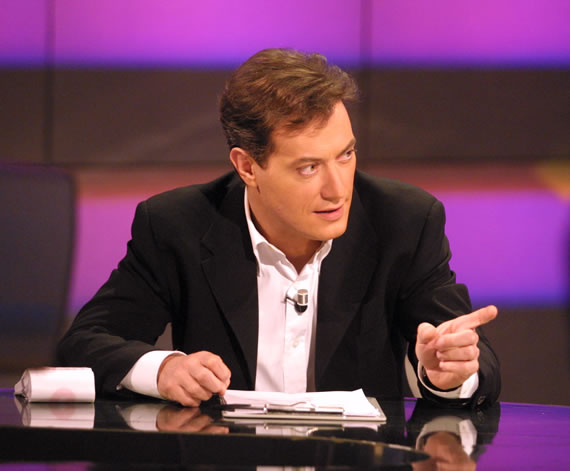
Il conduttore de Il caso Scafroglia.

Il personaggio fu inaugurato da Corrado Guzzanti nella prima puntata de Il caso Scafroglia (2002), la striscia satirica della quale era il presentatore. Per interpretarlo, per la prima volta dagli esordi come imitatore, il comico fece a meno di qualsiasi tipo di trucco o camuffamento della voce; scelse di andare in scena normalmente, adattandosi a un particolare tipo di conduzione e comportandosi in modo tale da mettere in risalto le caratteristiche negative della macchietta. Essa costituiva un esempio di «presentatore ideale», allo stesso tempo «uno schizoide che voleva fare informazione ma anche intrattenimento, e finiva inevitabilmente per passare dai morti ammazzati alle ballerine senza mutande». Il personaggio sembrava animato da una doppia personalità: all'apparenza gentile e pacato nelle affermazioni, era in realtà molto maleducato e sapeva essere molto pungente nei commenti e nelle opinioni.
I suoi monologhi — così come molti sketch — erano costruiti con la tecnica dell'antifrasi, per cui vanno letti con la lente dell'ironia o del sarcasmo. Per esempio, il conduttore lanciava invettive contro la magistratura italiana, messa sullo stesso piano dei criminali, oppure spiegava che Silvio Berlusconi «si ammazza di lavoro, ha un piano preciso e sta puntualmente perseguendolo punto per punto, ma stiamo sempre lì a criticarlo sulla gaffe e le cose... quando sta facendo a pezzi la democrazia, e noi stiamo lì a vedere che c'ha la verdurina tra i denti. È un paese così, è un paese che non ti valorizza. Poi non ci stupiamo se la gente va all'estero».
Il conduttore dimostrava spesso mancanza di professionalità, come quando tentava di chiudere velocemente la trasmissione perché doveva andare a doppiare altre produzioni o sbagliava la data di scomparsa di Scafroglia (12 maggio anziché 10 maggio) o si collegava in diretta con i suoi collaboratori domestici Arnel e Gnol (interpretati rispettivamente da Marco Marzocca e da Guzzanti stesso) o parlava al telefono con la fidanzata da cui si era fatto lasciare o metteva a disagio gli ospiti, come avvenne per ben due volte con Fiorella Mannoia, una prima volta tentando di baciarla e una seconda volta sostenendo di essere un suo fan per poi dimostrare l'assoluta impreparazione sul repertorio musicale dell'artista, che tentò di acchiappare con una rete da pesca. In una delle puntate non si presentò del tutto: si era assentato con la giustificazione di aver contratto l'influenza cinese, ma collegandosi con i suoi collaboratori domestici si scopriva che l'uomo non era in casa.
(Conduttore de Il caso Scafroglia)
Ad affiancarlo Padre Federico (Marco Marzocca), un sacerdote intervenuto in studio per instaurare un dialogo con i giovani, tramite un numero telefonico che doveva apparire in sovraimpressione, cosa mai avvenuta. Tra i due non correva buon sangue; si ricordano difatti alcuni momenti di tensione, frutto di frecciate anticlericali o semplicemente antipatiche lanciate al prete. Quest'ultimo rispondeva alle provocazioni senza perdere le staffe, e di questa predisposizione si approfittava il conduttore, che commentava in modo critico ogni sua affermazione, lo chiamava ogni volta con un nome diverso e lo interrompeva continuamente evocando la figura dello scomparso Mario Scafroglia.
Alla fine dell'ultima puntata si scopre che il conduttore de Il caso Scafroglia altri non è che Mario Scafroglia stesso, che non sta quindi conducendo un programma, ma, entrato in coma per un anno dopo un incidente automobilistico mentre andava in discoteca, aveva perso la memoria e si trovava in una clinica: Padre Federico (Marco Marzocca), la dottoressa Acceprane (Caterina Guzzanti) e la voce fuori campo di Andrea Purgatori non erano delle figure che intervenivano nel programma per aiutare a trovare Scafroglia, ma erano i medici che si stavano prendendo cura di lui, mentre l'uomo che telefonava ad ogni puntata da una casa in Abruzzo, che si rendeva protagonista di esilaranti malintesi, era il fratello di Mario Scafroglia che lo pregava di tornare a casa.
Guzzanti riprese gli atteggiamenti del conduttore anche nello spettacolo teatrale Recital (2009/2010), sempre accompagnato da Marco Marzocca nei panni di Padre Federico, riproponendo vecchi sketch o portandone in scena di nuovi, sempre caratterizzati dalle provocazioni del conduttore nei confronti del sacerdote.
(Conduttore)

### Don Florestano Pizzarro
(Don Florestano Pizzarro)

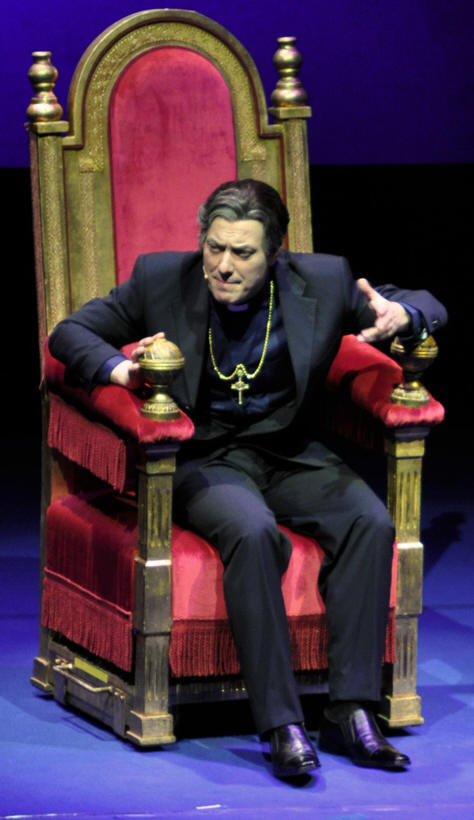
Don Florestano Pizzarro.

Il personaggio esordì a L'ottavo nano nel 2001 e fu riproposto da Guzzanti nella puntata di Parla con me del 2 marzo 2008, nello spettacolo teatrale Recital (2009/2010), in Aniene 2 - Molto rigore per nulla (2012) e nelle puntate di Propaganda Live del 9 e 16 marzo 2018. Con Don Florestano Pizzarro, imitazione di un cardinale dal forte accento romanesco, il comico volle ribaltare il conservatorismo tipico delle gerarchie ecclesiastiche, costruendo una macchietta cinica, sincera e poco incline al politicamente corretto, intervenuta in merito alle polemiche vissute nella società italiana sui grandi temi etici (per esempio l'aborto e la pillola anticoncezionale) e al complicato e contrastato rapporto tra il mondo della scienza e la religione cattolica. Il personaggio era di indole schietta e in un momento di candida lucidità ammise di considerare la vocazione religiosa alla stregua di una qualsiasi professione dirigenziale.
Nell'apparizione del 2001 Padre Pizzarro affermava che dietro i partiti politici non ci fossero dei valori ma solo delle persone che volevano spartirsi il potere, che aderivano ai partiti a seconda dei posti disponibili, e che l'invenzione della destra e della sinistra era uno stratagemma per convincere la gente a votare, così come l'inferno e il paradiso, inventati solo per far capire la gente:
(Don Florestano Pizzarro)
Nell'apparizione del 2008 a Parla con me di Serena Dandini, Guzzanti fece riferimento alla situazione politica e culturale del periodo.
In particolare, trattò il tema della moratoria contro l'aborto proposta da Giuliano Ferrara, inserendo un accenno alla celebre battuta pronunciata da Daniele Luttazzi nei confronti del giornalista durante la trasmissione televisiva Decameron:
(Don Florestano Pizzarro)
Interrogato sul senso della vita per i cattolici, Padre Pizzarro spiegava:
(Don Florestano Pizzarro)
Il cardinale specificava poi che tutto quello che diceva non era ciò in cui credeva, ma semplicemente ciò che era tenuto a dire perché era il suo lavoro, e si difendeva dalle accuse sull'ingerenza nella politica:
(Don Florestano Pizzarro)
In particolare, poi, si focalizzava sul discorso di Papa Benedetto XVI sulla natura del demonio:
(Don Florestano Pizzarro)
A quel punto ribaltava tutto ciò che aveva detto prima esponendo il suo punto di vista, spiegando che la verità in cui credeva lui era quella della M-theory e dei buchi neri:
(Serena Dandini) Lei crede a questo, quindi?

No "credo a questo", questa è 'a realtà! Ce stanno 'e equazioni, vattele a vedere! Ma te 'o sai che se te metti in orbita in un certo modo rispetto all'orizzonte degli eventi di un buco nero supermassivo in rotazione poi viaggià avanti e indietro ner tempo? Ma de che stamo a parlà? Ancora doo Spirito Santo, daa cosa, daa pastorella. Ma stamo a scherzà? [...] Infiniti universi paralleli! Dio ce po esse, ce po non esse, ce ne ponno sta due, tre, quattro, sedici, una donna, quattro donne, caa barba, senza, du giapponesi. [...] Ma svejateve! Questo lo dicono 'i scienziati! Ma che famo noi, je famo i processi? Finché era uno, dice Galileo, 'o famo stà zitto... Questi sò migliaia di scienziati, che stanno sotto, co sti acceleratori de particelle... Non solo nii poi processà, ma nti danno manco er tesserino pe annà sotto!»
(Don Florestano Pizzarro)
Anche il senso della vita dal suo punto di vista era diverso da quello esposto poco prima:
(Don Florestano Pizzarro)
Un anno dopo Guzzanti tornò a interpretare Padre Pizzarro nello spettacolo teatrale Recital (2009/2010), dove, intervistato dalla voce fuori campo di Caterina Guzzanti, ripropose lo sketch di Parla con me con alcune novità, come l'aggiunta di una battuta relativa alla appena introdotta pillola abortiva:
(Don Florestano Pizzarro)
Padre Pizzarro affermava di apprezzare la messa in latino, reintrodotta nel 2007 da Papa Benedetto XVI, poiché gli permetteva di declamare versioni del ginnasio o scritti latini famosi senza che nessuno se ne accorgesse, raccontando addirittura di un collega che a messa si era divertito a dire tutte le declinazioni, «e quelli giù a pregà! 'E risate!».
Il cardinale raccontava poi che in origine c'erano 16 Vangeli, da cui poi avrebbero ricavato i 4 Vangeli del cristianesimo aggiungendo o togliendo racconti a seconda di ciò che poteva fare più comodo, rivelando che in realtà l'ultima frase che avrebbe detto la Madonna di Fatima sarebbe stata «vamme a comprà 'e sigarette». Spiegava che ciò che c'era scritto era tutta una finzione e che quindi gli eretici dovevano smetterla di evidenziare i punti contraddittori dei Vangeli, altrimenti poi erano costretti a massacrarli:
(Don Florestano Pizzarro)
L'intervistatrice sottolineava però che, al di là della dottrina, comunque molte persone credono in un essere superiore a cui attribuire un creato così perfetto, ma il cardinale smontava subito la teoria: «Brava! Cioè, fammi capire... Tu non riesci a credere che tutto si può essere creato da solo perché è troppo perfetto, allora te inventi uno che non solo s'è creato da solo lui, ma ha pure creato tutto il resto!»
Proprio l'interpretazione del cardinale in questa occasione, a seguito di una ritrasmissione dello spettacolo su LA7 a gennaio 2013, causò a Guzzanti la denuncia da parte dell'Aiart (Associazione telespettatori cattolici) per "aver offeso con battute da caserma il sentimento religioso degli italiani, vomitando insulti e falsità per oltre un'ora di spettacolo". A difesa di Guzzanti, il direttore del giornale online Articolo21 Stefano Corradino lanciò su Change.org una petizione, che raccolse circa 54mila firme in poche settimane. L'Aiart ritirò la denuncia solo dopo aver ottenuto delle scuse estorte scherzosamente a Guzzanti dal Moralizzatore de Le Iene Filippo Roma. A conclusione della vicenda, Corrado Guzzanti scrisse una lettera di ringraziamento, in cui tra l'altro analizzò il rapporto tra la convinzione sentimentale e la verità e criticò le ingerenze della religione dalla politica allo spettacolo, che "mi hanno offeso numerose volte e continuano ad offendere il mio sentimento laico. Per questo ogni tanto Padre Pizzarro parla ed altri oltre a lui e dopo di lui parlano e parleranno", chiarendo così che la spiacevole vicenda non lo avrebbe dissuaso dalla volontà di tornare ad interpretare il personaggio, come infatti avvenne 5 anni dopo.
In Aniene 2 - Molto rigore per nulla (2012), Don Pizzarro, intervistato da Guzzanti, descriveva il mondo della Chiesa cattolica come una fiction (di cui lui era story editor e sceneggiatore) in cui ogni elemento — preti, cardinali, guardie svizzere — recitava un ruolo. Sulla sua visione di Dio affermava: 
«'O sai come 'o vedo io Dio? Un grosso problema per la privacy.» E sulla punizione divina:
(Don Florestano Pizzarro)
Sul suo rapporto con la preghiera:
(Don Pizzarro)
Affermava poi che l'unica cosa per cui ringraziare Dio era la musica e finiva per cantare assieme al conduttore la canzone degli ABBA Thank You for the Music.
Nell'apparizione del 2018, intervistato da Andrea Purgatori, Don Pizzarro commentava le elezioni politiche in Italia del 2018. Riguardo all'episodio della teca contenente il sangue di San Gennaro baciata da Di Maio, affermava:
(Don Florestano Pizzarro)
Spiegava invece la scissione del PD con l'esempio della fissione dell'uranio:
(Don Florestano Pizzarro)
Incalzato a chiarire come mai, pur non essendo credente, avesse scelto di farsi prete, Padre Pizzarro spiegava di avere una sua spiritualità, che si era formata con una delusione sentimentale in cui aveva preso atto dell'indifferenza del cosmo e della natura verso di lui:
(Don Florestano Pizzarro)

### Dottor Armà
(Dottor Armà)

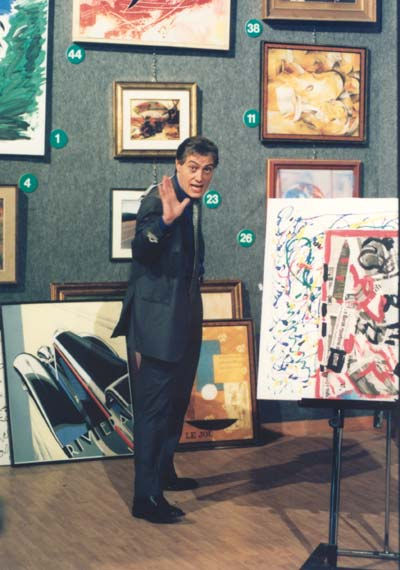
Il dottor Armà.

Ispirato al televenditore di opere d'arte di Tele Elefante Francesco Boni, il dottor Armà è stato uno dei personaggi apparsi più di frequente nella trasmissione L'ottavo nano (2001), tramite il collegamento con il canale Tele Proboscide.
La parodia di Boni realizzata dal comico (che indossava una giacca con attaccato il cartellino del prezzo) assomigliava molto all'originale, sia fisicamente che vocalmente, e ne riprendeva le caratteristiche immediatamente visibili, quali gli intercalari strascinando le vocali con un forte timbro roco, l'attitudine a "sfinire" lo spettatore a casa con ripetute spiegazioni sul valore artistico dei quadri esposti, per informarlo che si trattava di un'occasione irripetibile per acquistare un'opera d'arte a un prezzo scontato e quindi vantaggioso, ma che dopo un'assurda peripezia tornava a costare quanto il prezzo iniziale.
Aiutato da un fedele e stupido assistente (Marco Marzocca, che prenderà spunto da questo per un altro personaggio, Ermes Cassiodoro), il televenditore spacciava i suoi quadri per opere di grande bellezza, «straordinarie» a suo dire, allo scopo di venderle a una tra Serena Dandini e Biondic, un'affascinante e bionda ballerina moldava (interpretata da Caterina Guzzanti). Malgrado le iniziali resistenze delle due presenze femminili, Armà non si scomponeva e iniziava a parlare delle correnti artistiche alle quali appartenevano gli autori di queste opere, per finire con l'eloquente invito a comprare i quadri per «rendere il proprio salotto un grande protagonista del '900».
Si ricordano le opere dei seguenti artisti:
- i fratelli Mario e Piero Fuchi, autori di un dipinto composto da tratti neri orizzontali e verticali su una tela bianca, perché «c'è chi è bravo con le "i" e chi invece se la cava meglio coi "–"»;[7]
- Ernesto Fragolari, di cui vennero mostrati i quadri dei periodi giallo e rosa (colori del quadro a tinta unita, perché «se nel quadro non c'è niente voi diventate subito diffidenti») e una tela bianca con dei tagli, realizzati dalla moglie Maria Pia con un rasoio perché il marito faceva sempre tardi per cena;[44] visto l'apprezzamento della Dandini per i quadri coi tagli, il dottor Armà fece passare per un Fragolari il rifiutato ritratto capovolto di Franco Staccolanana, dopo averlo capovolto e tagliato;[8] avendo rifiutato anche questo, Armà ripropose il quadro incollando i tagli con dei cerotti e attribuendo il lavoro alla fantomatica corrente del riparismo, corrente del periodo autocritico degli ultimi anni del Fragolari, che, pentito per aver fatto quei tagli, ci mise «una straordinaria pecetta»;[56]
- Remo Cagnola, «quello che non esito a definire un pittore», di cui venne mostrato un dipinto di un uomo pronto sulla linea di partenza di una pista di atletica e un altro con della frutta, appartenente alla fase religiosa;[50]
- Paolo Francescato, autore dei ritratti dei grandi cani, quadri preziosi a detta del venditore perché «questi lui non li fa più eh, li ha fatti sempre più piccoli, che nun se vedono, sono dei micro-cani»;[50]
- Ernesto Staccolanana, autore di un dittico composto da un dipinto del Settecento raffigurante una piazza di Venezia e da un altro raffigurante una vettura in stile moderno, descritto dal dottor Armà come una grande provocazione storica contro la modernità perché la macchina, arrivando sulla piazza, investirebbe tutti i presenti; dopo aver attaccato dei pescetti sul cielo del dipinto di Venezia, il dottor Armà cercava di convincere la Dandini ad acquistare il dittico dicendo di non aver notato in un primo momento la provocazione culturale dei pesci volanti, che rimarrebbero gli unici superstiti dal passaggio dell'automobile perché collocatisi furbescamente dove non passa la modernità;[50]
- Puzzonato, autore di una natura morta raffigurante contenitori vari con dei pescetti, che si scoprirono essere solamente attaccati e non dipinti quando vennero rimossi dal dottor Armà perché non piacevano a Serena Dandini: «Senza i pesci me lo prendi? Non c'è problema, leviamo 'sti pesci.»;[50]
- Franco Staccolanana, di cui venne presentato un ritratto capovolto, «dipinto completamente al contrario» a detta del venditore;[8]
- Tonino Mutandari, di cui venne mostrato un disegno dallo stile infantile con la scritta "sono una pippa", rappresentazione — a detta del venditore — dell'onestà intellettuale del Mutandari, che, consapevole di non saper dipingere, lasciava la pittura ai pittori e, anziché firmare il quadro, dichiarava la sua incapacità; il Mutandari apparteneva alle fantomatiche correnti del sorpresismo e del nascondismo, poiché i suoi quadri venivano collocati da degli esperti nelle case degli acquirenti in posti inimmaginabili, senza consultarsi con i proprietari, che avrebbero scoperto la collocazione del quadro successivamente imbattendovisi per caso, collocazione che inoltre cambiava ogni giorno (al punto che il Mutandari acquistato dalla Dandini finì per ricollocarsi nello studio del dottor Armà, che cercò quindi di rivenderglielo);[8][52]
- Spaccolanana, «l'artista più polemico nei confronti dell'arte contemporanea», che rifiutava il quadro visto soltanto come pezzo di mercato e, incapace di dipingere e convinto che l'unica cosa importante del quadro fosse il prezzo, realizzava quadri con su scritto il prezzo, facendo così in modo che il quadro rappresentasse letteralmente il suo prezzo;[56]
- Fulvio Mollicato, di cui venne mostrata un'opera «tutto olio», anche perché, poco prima di essere esposto, il quadro era stato usato a mo' di tavolo dal dottor Armà e dal suo assistente per mangiare delle gallinelle;[57]
- Giulio Carciofano, autore di un orrendo scarabocchio realizzato con una bomboletta spray; Armà elogiava l'onestà intellettuale del Carciofano perché spesso non riusciva a terminare i suoi lavori in quanto a metà dell'opera gli era venuto da vomitare per quanto erano brutti e perché, nonostante dopo solo i primi 4 quadri due critici gli avessero spaccato le dita, lui continuava a dipingere; tali quadri venivano definiti dal dottor Armà «quadri da guardia», poiché la loro collocazione corretta non era in salotto, bensì all'esterno della casa, in quanto capaci di mettere in fuga i ladri;[57]
- Giulio Bimbogiulemano, autore dei «sacritari», cioè presepi realizzati all'interno dei sanitari, in cui il sacro veniva immerso nella quotidianità; secondo l'interpretazione del dottor Armà, il rubinetto del lavandino rappresentava la modernità che inevitabilmente avrebbe travolto la sacralità, mentre la saponetta, posta in alto, rappresentava il tentativo di pulizia dell'anima, che non andava a buon fine poiché posizionata troppo lontano;[57]
- Fulvio Tantoalchilo, artista che si era interrogato sul valore reale dell'arte contemporanea e che vedeva il quadro prima di tutto come un oggetto con un suo peso, pertanto vendeva i suoi quadri al chilo;[59]
- Marco Zecca, autore di banconote da 100.000 lire, che venivano vendute a 2.500.000 lire;[59]
- Totò Grattaevinci, autore di un dipinto molto simile ad un Picasso, perché in realtà Grattaevinci trafugava i dipinti dalle case dei grandi artisti quando mancava da mettere solo la firma, con l'aiuto di un complice che distraeva l'artista mentre Grattaevinci rubava la tela per poi apporre la sua firma.[59]

L'insistenza del personaggio si risolveva quasi sempre con la cessione dell'opera in questione, alla fine della quale il dottor Armà ringraziava l'acquirente e salutava il pubblico in sala con il gesto dell'ombrello, sottolineando la compiuta impresa di avere venduto un'opera insignificante a un prezzo a dir poco eccessivo ma molto vantaggioso per lui. Difatti, quando entrando in studio vide i quadri venduti alla Dandini appesi al muro, disse «ma che cosa ti sei appesa? Ma sò delle croste terribili!», per poi ritrattare quando la presentatrice gli fece notare di averli acquistati da lui: «Sò straordinari, brava! Ha saputo sfruttare l'occasione di diventare una grande protagonista del Novecento!».
L'attività del dottor Armà era un'attività illecita, come si intuisce quando il venditore, rivolgendosi al suo assistente, gli ordinava di far sparire i quadri prima che arrivasse la Guardia di Finanza e di far finta di non conoscerlo nel caso gli chiedessero di lui.
Nel 2007, in una puntata di Very Victoria, la trasmissione di MTV condotta da Victoria Cabello, in cui Guzzanti era ospite insieme all'amico Lillo Petrolo, la presentatrice annunciò la presenza di Francesco Boni, che davanti al divertito duo descrisse con strampalati riferimenti all'arte moderna il poster del film Fascisti su Marte, incorniciato in modo da farlo somigliare a un quadro. Subito dopo, all'invito della Cabello di «fare qualcosa alla maniera di Franco Boni», Guzzanti disse «Non mi permetterei mai!», per poi assumere all'improvviso la caratteristica voce del suo personaggio e affermare che l'autore della tela in questione «quelli con il braccio alzato, non li fa più!», suscitando le risate della presentatrice, del pubblico e del televenditore stesso.
Guzzanti ha ricalcato il personaggio del dottor Armà, questa volta intento a promuovere la grande poltrona cactus di Fulvio Pizzicato, anche in LOL - Chi ride è fuori 2 (2022).

### Gaetano Maria Barbagli
(Gaetano Maria Barbagli)

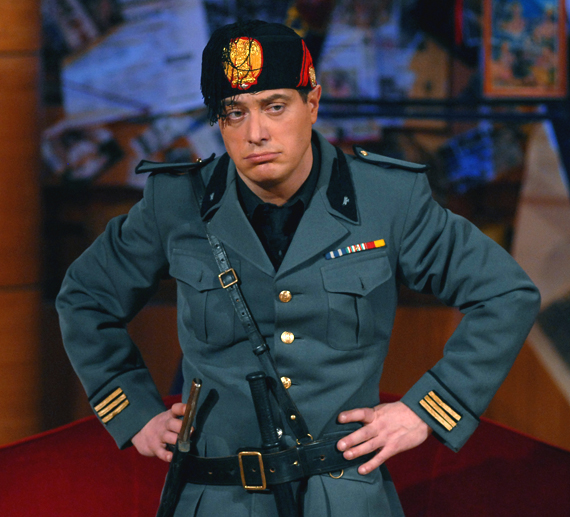
Il gerarca fascista Gaetano Barbagli a Parla con me nel 2006.

Il personaggio fu interpretato per la prima volta ne Il caso Scafroglia (2002), all'interno di una striscia satirica che lo vedeva guidare un manipolo di militi fascisti alla conquista del pianeta Marte. Il gerarca Barbagli era un fedelissimo di Benito Mussolini, di cui portava con sé un busto di bronzo per rivolgersi a lui in ogni momento di difficoltà telepaticamente; era misogino, carismatico, ossessivamente tormentato dal pericolo comunista e deciso a espandere l'Impero italiano anche in verticale, per sconfiggere i temibili mimimmi, le creature pietrose e "sinistroidi" abitanti del pianeta rosso (gioco di parole che accomunava il colore rosso alla dottrina socialista).
Guzzanti vestì i panni di Barbagli anche nel 2003 nella serata di solidarietà verso la sorella Sabina, organizzata a seguito della censura al suo programma Raiot. In tale occasione criticò il governo Berlusconi con le seguenti parole:
(Gaetano Maria Barbagli)
E sul revisionismo storico:
(Gaetano Maria Barbagli)
Nel 2006 Guzzanti tornò a interpretare il personaggio nella trasmissione di Serena Dandini Parla con me, quando irruppe "violentemente" in studio a con una squadra fascista, ordinò di «portare a Ponza» la spalla della Dandini, cioè il comico Dario Vergassola, e fece un confronto tra i costumi moderni e quelli del Ventennio, paragonando il Duce al «tipetto» (Silvio Berlusconi).
Egli sosteneva di esser stato richiamato da Marte per le elezioni, trovando però una situazione politica deludente:
(Gaetano Maria Barbagli)
Tuttavia, il gerarca si diceva fiducioso per il futuro, poiché riteneva di aver trovato l'uomo giusto per risollevare le sorti del paese, come si evinceva dal nome (Romano Prodi):
(Gaetano Maria Barbagli)
L'inventata invasione extraterrestre fu raccontata interamente da Guzzanti nel film Fascisti su Marte, il cui incontrastato protagonista era proprio il gerarca, che alla fine del film rimaneva l'unico a non rinnegare le sue idee e non si pentiva di ciò che aveva realizzato nella vita, infondendo un carattere immortale e incorruttibile all'ideologia per la quale si era battuto fino alla morte.

### Gianni Livore
(Gianni Livore)

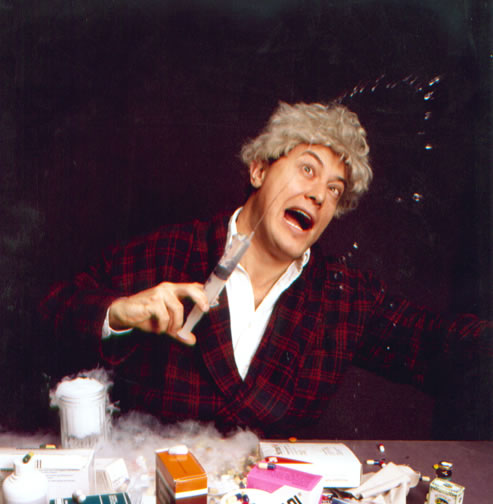
Il Dottor Gianni Livore.

Il Dottor Gianni Livore era un personaggio irascibile, dal forte accento romano, infuriato col mondo intero anche per colpa della moglie abruzzese (comparsa una sola volta e interpretata da Rocco Barbaro), che gli preparava di continuo terribili fritti creati «con l'olio de mamma de 20 anni fa» che era obbligato a ingurgitare.
Il personaggio fu portato in televisione da Guzzanti al Pippo Chennedy Show, nel 1997, con cui si collegava da casa; l'uomo si presentava con indosso un giaccone marrone su una camicia bianca e con una folta chioma bianca, che si scoprirà essere una parrucca, indossata per proteggersi dal fritto, da lui ritenuto radioattivo, al punto che ci vogliono 57 anni per disinfestarsi.
Il rapporto tormentato con la consorte, oltre a indurlo a un atteggiamento quasi razzista nei confronti delle persone di origine abruzzese, non gli permetteva di risolvere i suoi problemi mentali, che lo portavano a sfogarsi in continuazione con l'interlocutore e a imbottirsi di medicinali. Livore ammetteva di parlare da solo col computer connettendosi con il Giappone, la Mongolia e la Cina perché lì nessuno lo considerava e poteva così stare in una stanza diversa da quella della moglie, lontano dalla puzza di fritto e finalmente libero; per questo chiedeva in continuazione di poter staccare il collegamento con la Dandini per parlare finalmente «cò Tokyo». Nell'ultima puntata del Pippo Chennedy Show, Livore, spronato dalla Dandini, si era finalmente convinto a reagire e ad affrontare la moglie, ma, appena questa entrava nella stanza per portargli la cena fritta, Livore la ringraziava amorevolmente e fingeva di apprezzare.
Inoltre, come se ciò non bastasse a tormentare la sua vita, Livore era anche alle prese con un commercialista molto frettoloso e inesperto, che, vittima anche lui di una moglie abruzzese, sfogava la sua frustrazione sui suoi clienti, per cui lo convinceva a pagare l'anticipo IRPEF di due anni dopo per «fare bella figura» e a far stilare il suo necrologio da «Zia Pina» in anticipo sulla sua morte per «portasse avanti ch'e'pratiche».
Livore era anche complottista:
(Gianni Livore)
(Gianni Livore)
(Gianni Livore)
(Gianni Livore)
(Gianni Livore)
Il personaggio fu riproposto nello spettacolo teatrale La seconda che hai detto (1997/1998) e nella puntata di Comici dedicata a Corrado Guzzanti (1999).

### Lorenzo
(Lorenzo)
Ispirato a Lorenzo Amurri, Lorenzo fece il suo esordio assoluto nella terza edizione di Avanzi, nella quale la caricatura divenne in breve uno degli elementi caratteristici della trasmissione. Lorenzo rappresenta la parodia dell'adolescente negletto e ignorante, privo di una cultura generale e assolutamente disinteressato ad appropriarsene. Lorenzo Skarz sarebbe figlio di genitori benestanti, partiti per una lunghissima vacanza in Australia. Il giovane affermava di essere iscritto ad una fantomatica scuola media superiore romana, chiamata Istituto "Mary Poppins", sito sulla via Tuscolana, probabilmente un riferimento ironico a un istituto privato, discusso per la qualità didattica, e il liceo Scientifico Statale XXIII da lui frequentato. Trasandato, con indosso una camicia a scacchi scura, con sotto una t-shirt riproducente il logo della metal band Iron Maiden o della grunge band Nirvana, il personaggio aveva per spalla la presentatrice del programma, Serena Dandini, con il compito di aiutarlo nella preparazione scolastica, desolantemente deficitaria.

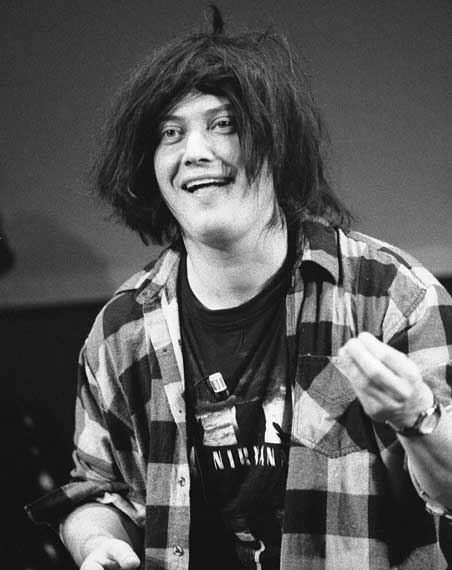
Lorenzo.

Malgrado la disponibilità e la pazienza dell'improvvisata insegnante di sostegno, Lorenzo faceva inevitabilmente ricadere ogni discussione su argomenti di suo interesse, quali la musica (appassionato di hard rock e metal), i videogiochi e il calcio, unica materia dove dimostrava prontezza e competenza. Infatti, Lorenzo è un tifoso romanista con il proverbiale odio viscerale verso i tifosi della Lazio, per cui impreca soventemente con il termine laziale, per lui massimo insulto.
Lorenzo ha un linguaggio tutto suo, misto di suoni gutturali e romanesco: «ma de che?» per dire «non capisci?», «mando' abbiti?» per dire «da dove vieni, sei indietro sui tempi», «a'n vedi hai sbiancato» per dire «ti sei spaventato», «stumo» per dire «studiamo», «chiumo» per dire «chiudiamo», nel senso di «smettiamo di studiare». Inizia ogni frase indifferentemente con gli avverbi «infatti», «purtroppo» e «del resto» e conclude con un allegro «amo fatto caciara».
Nel 1993 il personaggio fu protagonista di Maddecheaò! Come secernere agli esami, una rubrica comica quotidiana di quindici minuti, trasmessa ogni pomeriggio su Raitre nel mese di giugno, che lo vedeva impegnato in un'improbabile preparazione per l'esame di maturità, con il vano apporto di Serena Dandini. Coadiuvato da una decina di amici con i quali sentirsi a suo agio, Lorenzo si baloccava tra motteggi e bambinate, ignorando i ripetuti inviti della donna a concentrarsi sugli spunti di discussione da lei proposti.
Dato l'immediato consenso riscontrato, soprattutto tra i giovanissimi, il personaggio diede un contributo al repertorio gergale contemporaneo con neologismi come da panico per esprimere un'iperbole, il succitato istituto Mary Poppins per indicare istituti privati di fatto elargitori di diplomi, nonché la leggenda di un gioco pericoloso, il cordapanico, ovvero il far cadere malcapitati motociclisti con una corda d'acciaio tesa da un lato all'altro di una carreggiata. Seguono termini con riferimenti corporali viscerali come un generico secernere che può stare per scegliere (accostamento con cernere) o riuscire o semplicemente derivare, venir fuori.
Il personaggio apparve successivamente nel 1994 in Tunnel (dove arrivò ad interagire fugacemente con i veri Nirvana, presenti in studio per eseguire due loro canzoni), nello spettacolo teatrale Millenovecentonovantadieci (in cui, rimasto l'unico uomo sulla Terra, veniva sottoposto da Dio ad un nuovo esame di maturità universale affinché potesse dimostrare di essere degno di tramandare il sapere del mondo), in Mai dire gol (1996), in una puntata del Pippo Chennedy Show (1997), nello spettacolo teatrale La seconda che hai detto (1997/1998), nella puntata di Comici dedicata a Corrado Guzzanti (1999) e nell'ospitata al programma di Serena Dandini Saranno maturi (1999).
Nel 2002, con Lorenzo Corrado Guzzanti ampliò il suo repertorio artistico inaugurando il sistema della "parodia della parodia" (di cui si parla anche qui), facendo imitare al medesimo il conduttore televisivo Enrico Ghezzi nella rubrica cinematografica Lorenzo fuori orario.
Lorenzo è tornato dopo una lunga assenza nel programma Aniene 2 - Molto rigore per nulla (2012) in uno sketch mirato a rappresentare le difficoltà economiche di cui molti italiani soffrono: Lorenzo è il padre single di Luco, un ragazzo (sempre interpretato da Guzzanti) non certo brillante e piuttosto deludente per il genitore, in quanto laziale.
(Lorenzo)
Lorenzo raccontava di riuscire a mantenersi grazie alla pensione della madre, scippandola ogni volta che andava alle poste a ritirarla, e anche facendo i palinsesti di LA7, pur dimostrando di non essere molto preparato al riguardo:
(Lorenzo)
Nel 2016 Lorenzo e Luco sono stati protagonisti di alcuni spot relativi al tasto pausa di Sky al fine di promuovere la nuova serie di Guzzanti, Dov'è Mario?.
(Lorenzo)
Nel 2017 Guzzanti ha riproposto alcune delle più celebri battute di Lorenzo nell'ospitata allo show di Gigi Proietti Cavalli di battaglia. Lorenzo è riapparso nella puntata di Propaganda Live dell'8 maggio 2020, in cui, per dare il suo contributo al periodo di quarantena a causa dell'emergenza Coronavirus, proponeva di declamare la poesia A Silvia di Giacomo Leopardi, ma il risultato era un mix de L'infinito, Il passero solitario e Il sabato del villaggio, le cui parole venivano puntualmente storpiate; per esempio, «e il naufragar m'è dolce in questo mare» diventava «e non fregarmi i dolci in questo mare». Lorenzo era in collegamento da casa assieme al figlio Luco, con cui aveva dovuto trascorrere la cosiddetta fase 1 dell'emergenza perché la madre, che avrebbe dovuto riprenderlo con sé dopo due giorni, era rimasta bloccata a Parigi. Lorenzo è stato anche rievocato da Guzzanti durante uno sketch su una seduta spiritica in LOL - Chi ride è fuori 2 (2022): il personaggio, impegnato con un videogioco di calcio, era infastidito dalla chiamata, che gli faceva perdere la concentrazione, e si diceva triste perché la Roma aveva perso; questa interpretazione ha causato la risata e la conseguente ammonizione del Mago Forest.
Il personaggio appare nel video musicale di Luca Barbarossa Cellai solo te ed è interprete dei brani Muco e Modella, rispettivamente sigla di apertura e di chiusura di Maddecheaò.

### Luco
Luco è apparso per la prima volta nel promo di Aniene 2 - Molto rigore per nulla (2012): il ragazzo, con una maglietta arancione, dei pantaloni blu e un cappellino arancione agganciato alla cintura, veniva mostrato mentre cantava e ballava in maniera confusa per la strada.
All'interno del programma, si scopre che Luco è il figlio di Lorenzo, padre single che, come molti italiani, si trova in difficoltà economiche. L'età di Luco è imprecisata, dato che il padre si ricorda solo che è nato negli anni Novanta. Lorenzo raccontava di essersi separato dalla madre di Luco perché lei aveva un'altra relazione: dopo la separazione, il figlio era stato affidato alla madre, mentre lui lo teneva solo il sabato e la domenica.
Luco ha evidentemente dei problemi: parla in maniera incomprensibile, si mette degli occhiali 3D all'aperto, puzza, raccoglie cotolette da terra per mangiarle, chiama "er cane" qualsiasi animale e porta il pannolone perché, pur avendo imparato, non gli va di andare in bagno. Ma il problema che più tormenta Lorenzo è il fatto che sia laziale.
Le successive apparizioni di Luco sono state sempre assieme a Lorenzo negli spot promozionali di Dov'è Mario? (2016) e nella puntata di Propaganda Live dell'8 maggio 2020, in cui era in collegamento dalla casa del padre, con cui aveva dovuto trascorrere la cosiddetta fase 1 dell'emergenza Coronavirus perché la madre, che avrebbe dovuto riprenderlo con sé dopo due giorni, era rimasta bloccata a Parigi.

### Mafioso
(Mafioso)
Il personaggio del mafioso fu creato ad hoc da Guzzanti nel 2002 per Il caso Scafroglia, per esprimere il proprio disappunto nei confronti delle recenti disposizioni del Governo Berlusconi in materia di giustizia, soprattutto verso la legge sul legittimo sospetto, che dava all'imputato la possibilità di chiedere lo spostamento della sede processuale, sospettando la parzialità dell'organo giudiziario competente.
Una delle gag iniziava con l'ingresso in aula dei tre magistrati incaricati di giudicare il boss, che assisteva direttamente alla scena dalla cella dove era rinchiuso insieme a un minaccioso sgherro (Marco Marzocca). Pur imprigionato, il mafioso sembrava dominare la situazione; Marzocca, truccato con un paio di finti baffi neri e un'acconciatura da "picciotto", ordinava ai tre malcapitati di mostrarsi fisicamente al capo, che definendoli «quaquaraquà» (riprendendo il giudizio del boss mafioso Don Mariano Arena sulla maggioranza dell'umanità, pronunciata alla fine del film Il giorno della civetta) li liquidava con poche parole («quello lì tiene una faccia a minchia, tiene già la faccia della sentenza»). Dopo che i giudici erano stati allontanati, il padrino auspicava lo spostamento del processo in un'altra città o addirittura a Honolulu.
Evidente il riferimento alla Legge Cirami, che Guzzanti voleva porre in risalto per denunciare l'intenzione di Silvio Berlusconi di approfittare della norma per trasferire al tribunale di Brescia il processo Imi-Sir, che lo vedeva imputato insieme a Cesare Previti e altre persone.
(Mafioso)
Inoltre, il mafioso era spesso mostrato al telefono con zu Silviu (Silvio Berlusconi), per evidenziare i sospetti di suoi legami con la criminalità organizzata.
La macchietta fu anche protagonista di altri sketch, dove il comico ironizzava sempre sull'incapacità o l'impossibilità da parte della giustizia di fare normalmente il suo corso: il mafioso sfogliava un book fotografico contenente fotografie e misure dei 172 giudici definiti "più bravi", che venivano puntualmente scartati; i giudici servivano il mafioso, portandogli caffè e dolci o costruendo abusivamente un edificio per lui.
Il personaggio del mafioso, sempre accompagnato da Marzocca, fu riproposto anche nello spettacolo teatrale Recital (2009/2010), in cui commentava l'introduzione delle ronde da parte del decreto Maroni, affermando che le vere ronde erano quelle del sud, che fornivano "protezione" chiedendo il pizzo.
Nel 2011 è riapparso, sempre assieme a Marzocca, in Aniene, in cui, anziché festeggiare i 150 dell'unità d'Italia, festeggiava i 150 anni della mafia. Il mafioso riceveva continuamente telefonate per gli auguri, tra cui quella di zu Silviu, che gli proponeva di entrare a far parte del governo, ma il mafioso rifiutava: «Non è che se uno è indagato deve per forza scendere in politica». Il finto Berlusconi tentava di convincerlo mandandogli a casa Scilipoti, che si riferiva a sé stesso in terza persona e diceva di voler parlare di omeopatia, ma come unica risposta ricevette uno sparo. Poi il mafioso congedava zu Silviu dicendogli che era finito e che non contava più nulla, confessando che era dal 1994 che voleva dirgli queste cose. Tuttavia, la gioia per questo traguardo finiva presto, quando riceveva la telefonata del Massone, che gli dava appuntamento per il giorno dopo a Palazzo Chigi.

### Massone
(Massone)

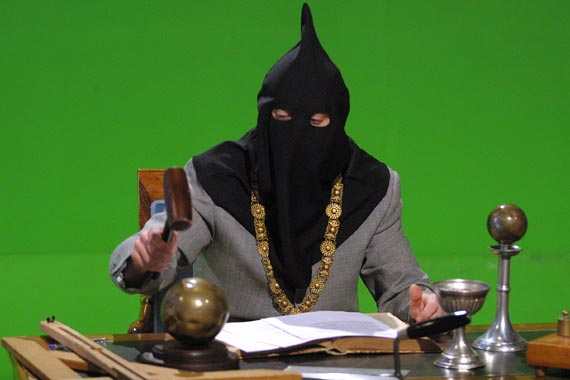
Il Massone.

Il personaggio del Massone fu inaugurato da Guzzanti nella striscia satirica Il caso Scafroglia (2002), nella quale appariva improvvisamente, interrompendo la normale programmazione di Raitre e aggiornando gli adepti della Massoneria sui risultati raggiunti dall'organizzazione e sui nuovi obiettivi da perseguire.
Capo della schiera dei cavalieri della uallera (napoletano per scroto) d'oro, il personaggio appariva in video con la testa nascosta sotto un cappuccio, per non farsi riconoscere da chi era esterno all'organizzazione; inoltre, con uno spiccato accento napoletano, invitava gli estranei alla loggia massonica a non entrare in conflitto con gli ideali dell'associazione, simili a quelli della P2 di Licio Gelli e del suo Piano di rinascita democratica.
Uno tra i tanti obiettivi del Massone era controllare il sistema radio-televisivo nazionale per manipolare il mondo dell'informazione ed esercitare un «controllo totale delle menti deboli, cioè l'80% di questo Paese». Dare notizie tendenziose od inutili e omettere quelle importanti era uno degli obiettivi principali dell'organizzazione che, allontanando l'interesse della maggior parte dei cittadini dalle questioni più rilevanti, si sarebbe potuta impadronire più facilmente delle istituzioni, non incontrando l'opposizione diffusa della gente.
(Massone)
Tra le parole pronunciate dal Massone, si potevano distinguere degli evidenti riferimenti al condizionamento subito dalla Rai da parte della politica; in uno sketch, per esempio, il personaggio ringraziava il direttore di Rai 2 Antonio Marano per avere «raso al suolo» il canale televisivo, al punto da rendere i cartoni animati di Tom & Jerry il programma di punta della rete. Inoltre, il personaggio dava ordine agli adepti in ascolto, responsabili dei telegiornali della tv pubblica, di omettere le notizie di alcune edizioni di TG1 e TG2 e tutte quelle del TG3, sospettato dagli ambienti liberali di essere lo specchio informativo gestito dal centro-sinistra e quindi scomodo per i partiti politici al governo in quel momento.
Il 18 luglio del 2010 la Repubblica ha pubblicato un video di Guzzanti nei panni del Massone, realizzato per schierarsi contro la legge bavaglio voluta da Silvio Berlusconi (a cui si riferiva nello sketch con il nome in codice di "Cesare", come veniva chiamato nelle intercettazioni):
(Massone)
Il Massone è riapparso nel 2011 nel promo di Aniene, facendo una parodia della celebre scena del rito del film Eyes Wide Shut di Kubrick: ricalcandone l'ambientazione, con attorno donne mascherate, il Massone modificava il testo dell'originale colonna sonora Masked Ball di Jocelyn Pook, dicendo ripetutamente "bafanculu"; all'arrivo del cameriere filippino (Marco Marzocca), anch'egli mascherato, gli veniva chiesta la parola d'ordine, che, come nel film originale, era "fidelio"; avendo risposto correttamente, il Massone mandava il cameriere a lavare i vetri, «che non li fai mai».
In Aniene (2011) il Massone veniva mostrato all'interno di un salone lussuoso e istituzionale, seduto ad una scrivania. Era circondato da ragazze seminude, tutte con il volto coperto da maschere veneziane, mentre il cameriere filippino, con indosso una maschera a becco d'uccello, spolverava mobili e persone. Il Massone spiegava il motivo della gran confusione nel salone:
(Massone)
Liberatosi delle ragazze, il Massone proponeva di risolvere i problemi economici dell'Italia con una nuova moneta, il debito pubblico italiano, i cui tagli erano delle banconote da 50, 100 e 500 debiti, su cui comparivano sacchi della spazzatura e una donna nuda.
Il Massone spiegava di aver assunto il cameriere filippino solo perché lavorava anche al servizio di Ilda Boccassini, magistrato che all'epoca indagava sul caso Ruby, ma il domestico non riusciva comunque a rivelargli nulla di rilevante. Inoltre, in un'altra stanza della casa, questo era tenuto ad occuparsi di un anziano incontinente chiamato "nonno" dal Massone, che era una parodia di Licio Gelli (sempre interpretato da Guzzanti).
Usando le parole dello stesso Guzzanti, il Massone era «un personaggio senza faccia che gestiva i poteri occulti di questo Paese, i misteri italiani che non verranno mai svelati: organizzava i golpe, i NOCS e i cavalieri della uallera d'oro».

### Max
(Max)
Unico presentatore di Radio Progo, ignota emittente radiofonica dichiaratamente di sinistra, Max si collegava ogni tanto con Tunnel (1994) per spiegare ai ragazzi in ascolto le ragioni delle manifestazioni di protesta organizzate dal suo movimento giovanile, del quale era capo e unico componente. In polemica con i partiti di centro-destra, con scarso successo faceva propaganda contro Silvio Berlusconi e le sue idee liberiste, pronunciando discorsi monotoni e ripetitivi, che non riuscivano ad attirare l'interesse del pubblico in ascolto.
(Max)
Max curava direttamente gli spezzoni musicali, trasmettendo solo canzoni di Francesco De Gregori, universalmente riconosciuto come rappresentante del mondo della sinistra. In realtà Max era chiuso nei miti del passato e non riusciva ad accettare nessun elemento di novità, autoghettizzandosi.
In una delle puntate Max entrò in studio con la cantautrice Angela Baraldi, con cui cantò il Progo-Rap, una canzone che raccontava la storia di un'iniziativa in piazza organizzata da lui, a cui però nessun altro aveva aderito.
Il nome della radio, Progo, era un modo giovanile per indicare i progressisti.

### Padre Boffo
(Padre Boffo)
Questo bizzarro personaggio, il secondo dopo Don Pizzarro a rappresentare una parodia delle gerarchie ecclesiastiche, fu portato in scena dal comico ne Il caso Scafroglia (2002) in una sola puntata. La macchietta, ufficialmente ospitata dall'amico e allievo Padre Federico (il sacerdote interpretato da Marco Marzocca) per parlare ai giovani di ritorno dalla discoteca e per rivolgere allo scomparso Mario Scafroglia l'invito a tornare a casa, cominciò subito a dare segni di squilibrio (probabilmente per ubriachezza), parlando di Pinocchio e perdendo completamente il filo del discorso. La situazione peggiorò non appena fu passata all'anziano prelato una bottiglia di spumante, che bevve prima dal bicchiere e poi dalla stessa bottiglia e che finì per sputare per terra. Alla fine, mentre chiedeva del limoncello e una fettina di salame, un preoccupato Padre Federico riuscì ad allontanarlo dallo studio.

### Ottaviano Duse
(Ottaviano Duse)
Il personaggio di Ottaviano Duse fu portato in scena nella terza edizione di Avanzi. Duse era un ex militante di Lotta Continua e direttore dell'immaginario quotidiano L'opportunista e rappresentava il cinismo e la spregiudicatezza del giornalista moderno. Duse si presentava in studio con in mano il suo giornale, su cui comparivano titoli contraddittori affiancati tra loro. Infatti, per il giornalista moderno non era importante controllare la veridicità delle notizie:
(Ottaviano Duse)
Duse portava una barba rossa poco curata, un golfino e un blazer, ricordando molto il giornalista Paolo Guzzanti, padre di Corrado Guzzanti. Ciò fece pensare che tale personaggio fosse in realtà una caricatura del padre di Guzzanti, che tra l'altro due giorni prima dell'esordio del personaggio aveva scritto un aspro articolo in cui criticava la nuova edizione di Avanzi. Tuttavia, sia Corrado Guzzanti stesso che l'autrice di Avanzi Valentina Amurri hanno sempre smentito il tentativo di imitazione, giustificando la somiglianza fisica col fatto che fossero padre e figlio.

### Pippo Chennedy
(Pippo Chennedy)

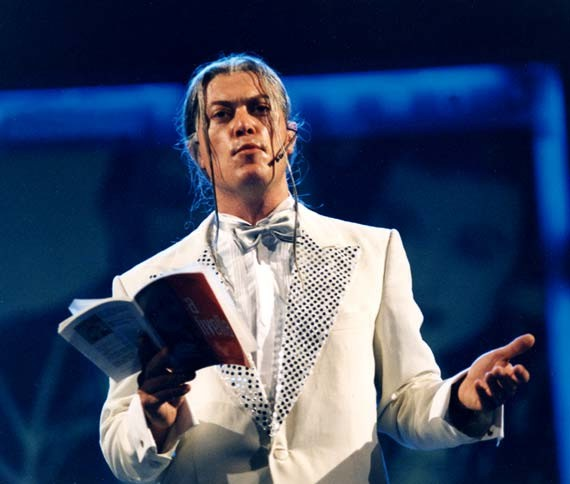
Pippo Chennedy.

La trasmissione cult del Pippo Chennedy Show prendeva il nome da quello del suo presentatore, che si alternava nella conduzione del programma alla più professionale Serena Dandini, il cui nome veniva da lui storpiato in «Simona Dandieri». Il nome «Pippo» era un riferimento al re dei presentatori Pippo Baudo, mentre «Chennedy» alla passione dell'allora vicepresidente del Consiglio Walter Veltroni per l'America. Nella prima puntata della trasmissione, la Dandini ha presentato Pippo Chennedy come un grande della televisione e si diceva onorata di poter condurre con lui questo programma; dal canto suo, invece, Pippo Chennedy non faceva altro che sminuire la co-conduttrice, anticipandola nelle entrate in scena e attribuendosi il merito di aver portato nel programma i grandi ospiti; inoltre, dimostrava scarsa professionalità, arrivando a programma già iniziato e non essendosi mai presentato alle prove. Il personaggio, che simulava un accento napoletano posticcio e che era costantemente assistito da due guardie del corpo (Olcese e Margiotta) che portavano la sua stessa acconciatura — lunghi capelli brizzolati annodati a formare un codino, e una sola basetta — mescolava «l'incedere veloce» di Paolo Bonolis agli «ammiccamenti» di Alberto Castagna, fino a comprendere in sé tratti dello stile di Maurizio Costanzo.
Con questa macchietta, il comico volle rappresentare il «peggio del peggio» dei conduttori tv, quelli (come lui) che non provano imbarazzo a rovinare per sempre la reputazione di ospiti timidi e impacciati, protagonisti di vicende torbide e scomode, per aumentare gli ascolti e il successo dei propri programmi.
(Pippo Chennedy)
Sentendosi il padrone incontrastato dello studio, Pippo Chennedy si sentiva in diritto di sbeffeggiare ogni genere di persona, dall'ignorante all'intellettuale, come capitato nell'occasione in cui fece portare via dai suoi "sgherri" un luminare invitato dalla Dandini, per sostituirlo con due belle ragazze. Il personaggio si permetteva persino di prendere in giro la conduttrice, che malgrado provasse ripetutamente a liberarsi di lui, doveva sopportare la sua ingombrante presenza fin quando l'"antipresentatore" riuscisse a combinarne una delle sue (come quando riuscì a rovinare l'atmosfera di suspense che la Dandini aveva generato in studio per preparare l'ingresso di un'ospite importante come Valeria Marini, imitata da Sabina Guzzanti). Inoltre, ad insaputa della co-conduttrice, inventava continui stratagemmi per promuovere prodotti commerciali, come quando creò un'atmosfera romantica per ballare con la Dandini, quest'ultima inconsapevole di avere attaccato alle spalle un foglio di carta con su scritto "Pellice Pultroni".
Il personaggio di Pippo Chennedy fu riproposto nello spettacolo teatrale La seconda che hai detto (1997/1998) e nella puntata di Comici dedicata a Corrado Guzzanti (1999). In quest'ultimo caso, trovandosi a Bologna e non più a Napoli come al Pippo Chennedy Show, il conduttore fingeva di essere di Bologna. Protagonista-vittima della storia di Pippo Chennedy fu l'amico di Guzzanti Francesco Paolantoni: prima fu costretto a dichiarare il suo amore per una donna, di cui immediatamente dopo venne mandato un filmato in compagnia di un altro uomo; poi gli fu detto che poteva finalmente rincontrare il fratello che non vedeva da 7 anni poiché emigrato in Australia, ma, al momento dell'atteso ingresso, in scena fu portata una bara e Pippo Chennedy commentò con «Baràmba che sorpresa!» (con un chiaro riferimento alla trasmissione di Raffaella Carrà Carràmba! Che sorpresa).
Durante LOL - Chi ride è fuori 2 (2022), Guzzanti, senza alcun travestimento, ha ricalcato il personaggio di Pippo Chennedy nella voce e nell'atteggiamento, disquisendo in particolare su quelli che a suo dire erano tipici cibi napoletani, come la polenta con il caffè.

### Quelo
(Quelo)
(Quelo)
(Quelo)

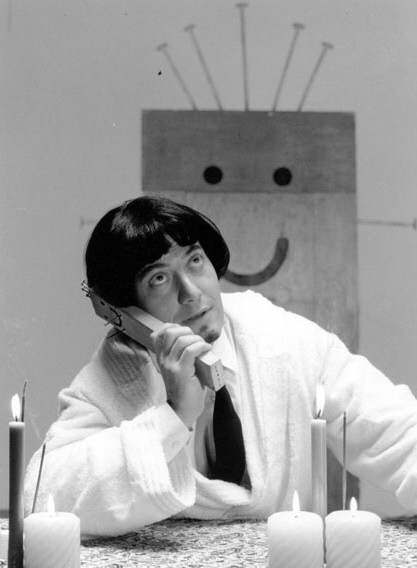
Quelo.

Il personaggio di Quelo (scritto anche Quélo con l'accento acuto sulla e) fu lanciato da Corrado Guzzanti nella prima puntata del Pippo Chennedy Show, trasmessa nel 1997 su Rai 2. Diventato un cavallo di battaglia del comico romano, è stato poi riproposto più volte in diversi programmi e spettacoli teatrali: Millenovecentonovantadieci (1997), La seconda che hai detto (1997/1998) (spettacolo teatrale che prendeva il nome proprio da una frase tipica di Quelo), Comici (1999), Teatro 18 (2000) (in cui anche l'ospite Jovanotti vestiva i panni di Quelo), L'ottavo nano (2001), Recital (2009/2010), Cavalli di battaglia (2017) e LOL - Chi ride è fuori (2022).
Quelo era un semplice padre di famiglia foggiano che cercava di sfuggire ai problemi della vita reale (dall'infedeltà coniugale della moglie, che lo ha lasciato per telefono chiamando in diretta durante l'ultima puntata del Pippo Chennedy Show, alla fragilità fisica della figlia, che puntualmente vomitava copiosamente su qualcuno o qualcosa) spacciandosi per un profeta che recava la parola di un nuovo dio, da cui riprendeva il nome, rappresentato da una tavoletta di legno con chiodi al posto degli arti e i lineamenti del viso tratteggiati in modo da riprodurre un sorriso simile a quello delle emoticon.
Sempre avvolto in un accappatoio bianco su camicia dello stesso colore, con cravatta e pantaloni neri, il "santone" esordiva in ogni sua apparizione affermando che c'era «grossa crisi», stabilendo che l'unico modo per sfuggire agli errori quotidiani, dovuti a risposte sbagliate che l'essere umano era abituato a ricercare dentro di sé, era riporre fede nel simulacro descritto in precedenza.

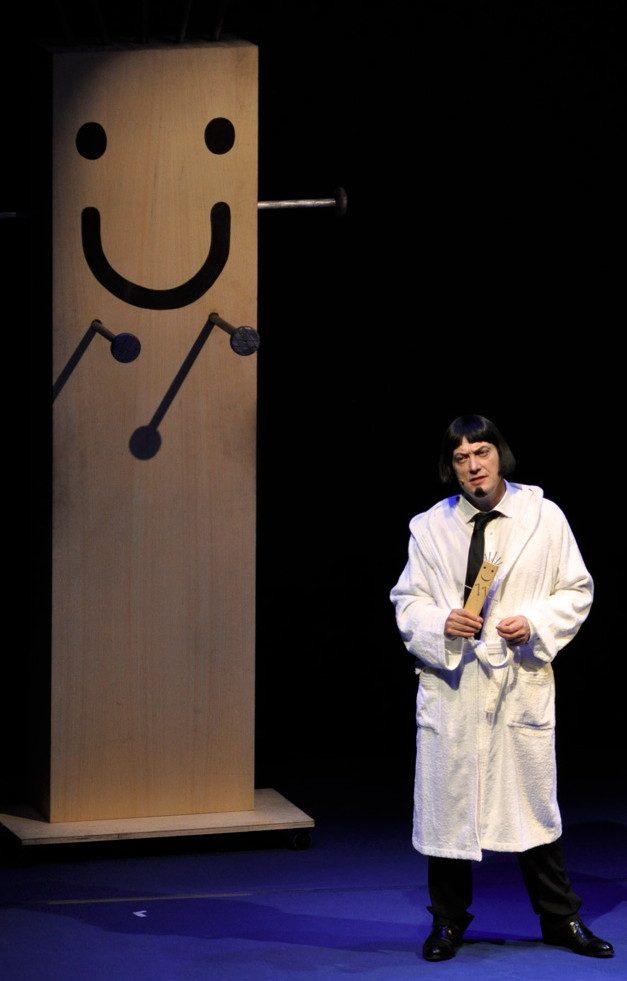
Quelo sul palco del PalaDozza di Bologna il 9 maggio 2009.

Quelo sosteneva che la sua divinità desse speranza al genere umano e che ogni giorno un milione di persone lo chiamasse per risolvere i propri dubbi esistenziali, che andavano dall'origine della vita e dell'universo fino ai problemi di tutti i giorni, per risolvere i quali il santone dava risposte semiserie che si basavano sulla sua esperienza personale:
«Maestro, nella sua religione si possono avere rapporti sessuali tra persone anziane e ragazze giovani?»
«Dunque, nella mia religione no, ma poco più avanti c'è una pensione abbastanza economica.»
Ma Quelo era un uomo tutt'altro che sicuro di sé; criticato qualche volta dalla conduttrice Serena Dandini, non convinta delle sue doti salvifiche, il profeta si irritava adducendo come scuse una serie di problemi personali, dichiarando che «non poteva fare tutto lui» e che «la mattina si alzava alle sette meno un quarto» per accompagnare la bambina a scuola.
Quelo, nel parlare con la Dandini o con un altro interlocutore, assumeva quasi sempre un atteggiamento di superiorità intellettuale; inoltre, quando le domande che gli erano poste contenevano una scelta tra due o più possibilità, rispondeva molto spesso «La seconda che hai detto» e provvedeva a riportare su di un foglietto di carta l'idea suggeritagli.
Il personaggio, dopo essersi collegato con la trasmissione via Internet per 3 puntate, a partire dalla quarta puntata è comparso in studio, spesso accompagnato da una fila di adepti, per rispondere in diretta alle telefonate dei telespettatori, che qualche volta lo mettevano di fronte a questioni più grandi di lui e per discutere le quali era necessaria una cultura che andava ben al di là delle sue capacità intellettuali, quindi liquidava l'interlocutore di turno con una battuta o un motto di spirito. In questi casi l'anacoreta, risolto l'iniziale imbarazzo, riusciva con abilità a schivare le difficoltà della domanda e a convertirla in qualcosa di più comodo, come capitato a Comici in occasione della questione rivoltagli da Franco Battiato nel suo intervento:
«Vorrei chiedere se mi può spiegare, per favore, quel meraviglioso distico di Alfano di Salerno, che dice: "Mundus erat mundus, mundus cum munda creares"...»
«La domanda è mal posta. Forse te volevi chiede: "Maestro, che ore sono?"»
Nell'apparizione a L'ottavo nano si scopre anche che Quelo versava in gravi condizioni economiche, al punto che gli era stato sequestrato il letto di casa e, alla domanda della Dandini sulla cosa che lo spaventava di più del nuovo millennio, Quelo rispose: «è che scade pure la cambiale del frigorifero». Anche sul piano familiare, dopo la separazione dalla moglie, la situazione non era migliorata: nonostante il giudice avesse affidato la bambina alla madre, questa non aveva il tempo per stare con lei, per cui Quelo era sempre costretto a tenere la figlia ma mettendosi un lenzuolo in testa perché gli era stato detto che lui la poteva vedere soltanto una volta a settimana; la moglie tradiva anche il suo nuovo compagno, un istruttore di tennis, che telefonava a Quelo per lamentarsi dell'infedeltà della donna.
Nell'apparizione a Recital si scopre che Quelo è morto in un incidente stradale, uscendo fuori strada mentre accompagnava a scuola la figlia, poiché questa aveva vomitato sul volante dopo aver consumato la merenda preparata dalla madre, cioè un panino con tonno, nutella e cozze.

### Rokko Smithersons
(Rokko Smithersons)

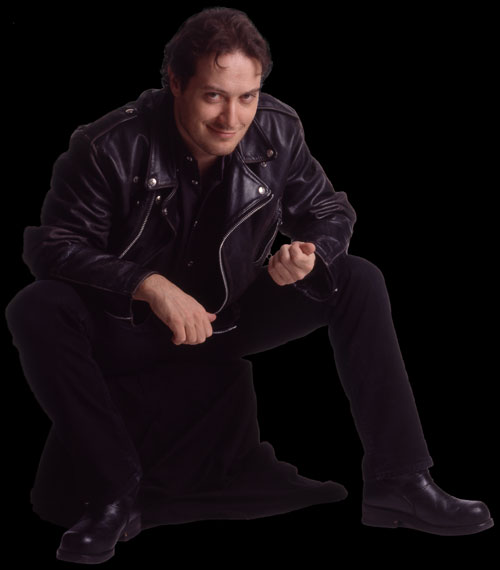
Rokko Smithersons.

Rokko Smithersons, spesso identificato erroneamente come Rokko (Rocco) Smitherson o Smitherson's, fu il primo personaggio di Corrado Guzzanti: il suo esordio avvenne nel programma Scusate l'interruzione, nel 1990. Fu protagonista dello spettacolo teatrale Sumerycon (ovvero Nutella amara) (1991), ma divenne celebre grazie alla riproposizione in ogni puntata di Avanzi (1991-1993); è poi apparso in una puntata di Tunnel (1994), nello spettacolo teatrale Millenovecentonovantadieci (1996/1997) e per l'ultima volta nella puntata di Comici dedicata a Corrado Guzzanti (1999).
Rokko vestiva total black e indossava giacca e pantaloni di pelle e degli anfibi come calzature; all'interno di Scusate l'interruzione era solito indossare anche degli occhiali da sole in testa e un foulard decorato con teschi.
Ispirato ad un giovane regista con un pesante accento romano che presentava un suo film ad un corso di storia del cinema a cui Guzzanti aveva partecipato, Smithersons era uno dei tanti "trombati" del mondo dello spettacolo, recuperati da Serena Dandini e riportati sul piccolo schermo per parlare di cinema, del quale il personaggio pretendeva di essere un maestro indiscusso. Infatti, si presentava come regista di «filmaggi de paura», cioè film horror, autore e produttore di pellicole spacciate per capolavori, realizzate grazie all'articolo 28 della legge 1213, che permetteva ai giovani registi di ricevere finanziamenti per il loro primo film. Smithersons sosteneva di disprezzare Hitchcock e di avere come maestri Lucio Fulci, Mario Bava, Dario Argento e Salvatore Nocita. Nell'ultima puntata della prima edizione di Avanzi, Rokko realizzò il suo sogno di incontrare il suo mito Dario Argento, che gli consegnò il Telecane, premio vinto in qualità di "miglior giovane regista incompreso, per aver approfondito il genere horror (de paura) realizzando la miglior pelliccola mai vista".
Nei vari sketch, Smithersons raccontava ogni volta il copione della "sua nuova pelliccola", che in realtà era lo stravolgimento di un film molto noto, in cui il titolo e la trama erano la parodia dei fatti politici della settimana. All'epoca, infatti, i telegiornali seguivano con molta agitazione il passaggio dalla Prima alla Seconda repubblica. Per esempio, dal film Il muro di gomma dedicato alla Strage di Ustica, Smithersons derivava Il cimurro di gomma, o ancora, da JFK sulla figura di John Fitzgerald Kennedy, Smithersons derivava il titolo FK, Francesco Kossiga:
(Rokko Smithersons)
Gli stravolgimenti linguistici non riguardavano solo i titoli dei film: «metafora» diventava «metafa», «conservatrice» diventava «conservarola», «equivoco» diventava «equivo», «astensionismo» diventava «sospensionismo», «antiproibizionista» diventava «antiproibizionale», «cartone animato» diventava «cartone animale», «psicoanalista» diventava «psicoanale», «sorvolare» diventava «sopravvolare»; da quest'ultima storpiatura deriva l'album Sopravvoliamo del gruppo musicale Rokko e i suoi fratelli (formato dai ragazzi di Avanzi, cioè Guzzanti, Pier Francesco Loche, Stefano Masciarelli e Antonello Fassari). Un altro termine coniato da Rokko Smithersons era «perplimere», che stava per «rendere perplessi», il cui uso si diffuse sempre di più principalmente in accezione ironica; come indicato dall'Accademia della Crusca, questo termine va a riparare un'espressione mancante ereditata dal latino, per cui Guzzanti, con questo suo vocabolo, ha colmato un vuoto lessicale; per questo il termine è stato inserito in alcuni vocabolari.
Dopo la spiegazione della trama, Rokko chiedeva di mandare in onda le immagini, che puntualmente mancavano perché secondo lui doveva essere la redazione a procurarsi il filmato e non lui a portarlo, anche perché lui non possedeva i filmati in quanto sosteneva di averli lasciati al cavallo della RAI.
I metodi utilizzati dal giovane regista erano molto originali; interrogato da Serena Dandini sullo stile da lui perseguito, Rokko, che rispondeva spesso con i termini «bbravo» e «doppi sensi», spiegava che prima di scrivere la sceneggiatura era solito girare il film, così da potere modificare o tagliare alcune scene a seconda del gradimento del pubblico, e non era in grado di spiegare le metafore dei suoi film se prima non uscivano le critiche da parte dei giornalisti. Inoltre, con la sua compagnia di produzione girava anche 3 film all'interno dello stesso set e sceglieva prima le controfigure degli attori, che poi scritturava in base alle caratteristiche somatiche dei sosia.
Alla fine di ogni puntata di Avanzi, Rokko leggeva una poesia del poeta impegnato Kipli, nato come parodia della poesia di Kipling che Gigi Marzullo leggeva alla fine della sua trasmissione Mezzanotte e dintorni. Le poesie di Kipli erano caratterizzate da un testo serio e in apparenza banale che veniva completamente rovesciato dalla battuta conclusiva, assumendo un significato nuovo e corrosivo.
(Kipli)
Rokko Smithersons ha partecipato alla canzone di Speaker Dee Mò Questione di stile, dove rappa un paio di strofe nel suo caratteristico accento romano.

### Snack
(Snack)

Snack.

Il personaggio, parodia del telepredicatore televisivo Chuck Hall (conduttore di una trasmissione di carattere religioso in onda sull'emittente TBNE fino al 2007), fu lanciato da Guzzanti ne L'ottavo nano, dove andava in scena insieme a Gnola alias Marina Massironi, che a sua volta imitava Nora, la moglie di Chuck, che lo affiancava nella conduzione del programma.
Divulgatore della dottrina della «Chiesa presbite intercostale» di Montecatini, cioè di coloro che non vedono bene il Signore da vicino, ma solo da lontano, Snack (per il look del quale Guzzanti prese spunto anche da un altro telepredicatore, Benny Hinn), chiamato in causa con la coniuge dalla Dandini per dare una risposta agli interrogativi spirituali della conduttrice e del pubblico in sala, con uno stile estremamente pacato raccontava in ogni sketch una delle parabole di tradizione cristiana, che dopo un inizio fedele all'originale erano mescolate a personaggi e situazioni tratti da favole o storie di esperienza personale dello stesso Snack, nelle quali era coinvolta la povera Mildred, dipinta come una Maddalena peccatrice-redenta, che in realtà nelle parabole si trovava a scontare pene terribili per colpe commesse da altri, e alla fine era destinata da Dio all'inferno. Le continue invettive contro la donna erano però segno della crisi coniugale che Snack e Gnola cercavano inutilmente di mascherare nell'incipit di ogni scenetta e che prima o poi si manifestava, causando incomprensioni e liti che si risolvevano in azioni estreme, come l'erezione di un muro a separare i litiganti.
Tra le tante parabole stravolte, si ricorda quella del cieco, deriso da Snack per avere inseguito per due giorni un pescatore, considerandolo erroneamente Gesù, oppure quella in cui una figura femminile, successivamente rivelatasi essere la Sirenetta, pregava il Signore di poter assumere completamente fattezze umane.
I continui contrasti tra i due personaggi erano dovuti al fatto che, mentre Gnola aveva sempre condotto una vita parca e incentrata sulla preghiera e sulla ricerca della perfezione interiore, mediante il continuo appello all'aiuto divino, Snack aveva un passato da «stantuffo e trapano senza cuore», con evidente riferimento alle sue doti amatorie, che aveva messo da parte in un secondo momento in virtù di una conversione, mai messa del tutto in pratica. Infatti, dalle varie gag si comprendeva che il personaggio non aveva abbandonato completamente vizi come il fumo.
Altre differenze si potevano riscontrare nel carattere: tanto forte, repressivo e padronale quello di Snack, quanto debole, ingenuo e oppresso quello di Gnola. Inoltre, bloccava e zittiva la moglie ogniqualvolta cercasse di esprimere un'opinione diversa dalla sua e la picchiava per calmarla.
La crisi tra i due si accentuò quando Gnola scoprì dalla Dandini che tutte le religioni prevedevano che si potesse consumare almeno dopo il matrimonio, mentre lei e Snack avevano continuato a non avere rapporti sessuali anche dopo essersi sposati, e peggiorò ulteriormente quando venne a conoscenza della vita passata del coniuge. A quel punto i due diventarono separati in casa grazie all'erezione di un muro, che venne però distrutto da Snack in uno scatto d'ira perché Gnola non smetteva di cantare Signore ho fatto i knödel per te. I mattoni, cadendo, colpirono Gnola, facendole perdere i sensi, e al risveglio non ricordava nulla di ciò che era successo, per cui Snack ne approfittò per fingere di aver appena consumato un rapporto con lei e ristabilire la pace.
Nella loro ultima apparizione, Snack e Gnola entrarono in studio annunciando che era arrivata la fine del mondo: era il Mildred day e stava per arrivare il Signore, ma i presenti avevano gli ultimi minuti per salvarsi e guadagnarsi il regno dei cieli. Il Signore entrò in studio vestito dal Dart Fener di Guerre stellari e, citando la famosa frase del personaggio, rivelò a Snack "io sono tuo padre", per poi aggiungere che Gnola e la Dandini erano rispettivamente la sorella e la nonna di Snack.
In una puntata del loro programma, i veri Chuck e Nora fecero un'aperta e pacata "protesta" dicendo che c'era un "certo programma di Rai Due che si chiamava "Ottavo Nano" che a un certo punto prendeva in giro i programmi della TBNE". Chuck fece un appello dal suo programma alla Rai chiedendo di moderarsi sui toni, puntualizzando che a loro due faceva anche piacere se venivano imitati, ma di non prendere in giro la gente che riponeva seriamente la fede nel loro credo.

### Tecnoco
(Tecnoco)
Il personaggio del Tecnoco comparve per la prima volta al Pippo Chennedy Show (1997); fu poi riproposto nello spettacolo teatrale La seconda che hai detto (1997/1998), nella trasmissione Comici (1999) e infine a L'ottavo nano (2001).
Colpito da uno stress cronico, il Tecnoco era una parodia di quelle categorie professionali (elettricisti, idraulici e così via) che mettono in difficoltà i clienti cercando inutilmente di chiarire modalità d'uso, accessori e quant'altro dell'oggetto che stanno montando o riparando, o che, per guadagnare di più, non si fanno scrupoli a imbrogliarli, convincendoli a sostituire l'oggetto, ancora perfettamente funzionante, con un modello più recente e moderno.
A L'ottavo nano il personaggio irruppe in trasmissione dopo essere stato chiamato dalla conduttrice dello show, Serena Dandini, per riparare il pupazzo "umano" Sturby (interpretato da Marco Marzocca), parodia del giocattolo Furby, a quel tempo molto famoso. Infatti, nella precedente puntata del programma, Neri Marcorè nei panni di Maurizio Gasparri aveva fatto finta di romperlo in uno scatto d'ira, rendendo necessaria la chiamata di un tecnico per rimetterlo in funzione. Il personaggio, che per sua stessa ammissione non capiva nulla di elettronica ma faceva questo mestiere per hobby, continuava a ripetere «questo qui è rotto, qua bisogna chiamà il tecnoco», e chiedeva alla Dandini dettagli tecnici di sistema. Alla fine della gag, non volendo ammettere di essere stato incapace di svolgere correttamente il lavoro per il quale era stato chiamato, accusò la Dandini di avere acquistato la versione "tarocca" del giocattolo, oppure di non avere monitorato con attenzione la crescita del pupazzo, il cui comportamento si sarebbe fatto sempre più sconsiderato e incontrollabile: il personaggio faceva dunque ricadere la colpa di tutto all'incompetenza della conduttrice, che non sapeva come porre rimedio alle urla disperate del piccolo Sturby. Infine, pur non essendo riuscito a rimettere in funzione il giocattolo, pretendeva di essere pagato ugualmente e informava la cliente che il pupazzo non poteva più essere sostituito, pur essendo provvisto di garanzia, in quanto erano stati modificati i suoi ingranaggi, ma poteva acquistare il nuovo modello. Aveva tentato anche di modificarne il comportamento mettendogli un cd chiamato "Emulatore di Ceccherini" che, una volta inserito nel pupazzo, lo aveva fatto parlare come Massimo Ceccherini, facendolo diventare di una volgarità estrema (durata però pochi minuti).

### Vulvia
(Vulvia)

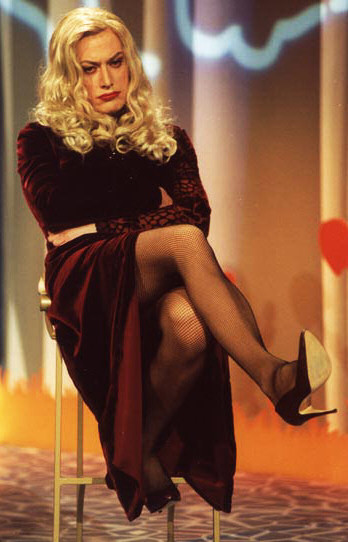
Vulvia.

Il personaggio di Vulvia fu lanciato da Guzzanti nel 2001 a L'ottavo nano, trasmissione della quale divenne indiscutibilmente uno dei personaggi più famosi e attesi dal pubblico a casa.
Presentatrice di stravaganti documentari a carattere divulgativo sul fittizio canale televisivo Rieducational Channel (nome frutto della storpiatura di Rai Educational, struttura della Rai che si occupa di cultura e didattica scientifica, e dell'unione con Discovery Channel), Vulvia commentava con uno stile tutt'altro che professionale i brevi filmati trasmessi dalla televisione per cui lavorava, questo per merito esclusivo della sua "avvenenza". Storpiatrice di parole, anche facili, ed evidentemente superficiale e ignorante, la conduttrice, che si presentava in scena con una folta chioma bionda alla Veronica Lake e un abito rosso con lo spacco per mettere in risalto le gambe e attirare quindi l'attenzione del pubblico maschile a casa, su di un trespolo ripeteva a memoria testi già preparati, improvvisando con risultati disastrosi l'ultima parte del discorso e finendo per dilungarsi in confusi monologhi su sciocchezze di ogni tipo o sull'amore, tema su cui ritornava spesso per sottolineare le sue sfortunate esperienze con gli uomini.
(Vulvia)
Il suo rapporto con il principale divulgatore scientifico del canale, Alberto Angela (imitato nella stessa trasmissione da Neri Marcorè), era improntato all'Odi et amo. Vulvia invidiava molto il collega e non capiva le ragioni del suo successo, prendendolo spesso in giro per le sue ricerche e i suoi scavi e accusandolo di lavorare solo perché «è il figlio!» di Piero Angela; in realtà era fisicamente attratta da Angela e lo dimostrò nell'ultima puntata dello show, quando, dopo essere stata sempre in collegamento, entrò per la prima volta nello studio del programma per essere intervistata da Serena Dandini e, all'ingresso di Alberto Angela (Neri Marcorè), si lanciò con lui in un ballo sensuale, che terminò con l'attesa riappacificazione.
Molto ricorrenti e famosi nei suoi approfondimenti scientifici erano le indagini sui «subbaqqui» (subacquei) e soprattutto sugli «'mbuti» (imbuti), inseriti in diversi documentari e diventati in breve tempo un tormentone tra gli spettatori, oltre al più famoso «Sapevatelo!», invenzione morfologica di un verbo coniugato a un impossibile imperativo passato.
In una delle puntate, Vulvia rivelò di essere stata diffidata da Alberto Angela per le sue accuse, per cui usò lo stratagemma di elogiarlo a parole ma mostrando le sue solite accuse su dei cartelloni. A quel punto venne cacciata dalla redazione, che riempì il buco in un primo momento mandando degli intervalli Rai che mostravano imbuti colorati su paesaggi e monumenti italiani in bianco e nero, sulle note della Toccata della Sonata VI in La maggiore di Pietro Domenico Paradisi. Al collegamento successivo, però, Vulvia fu sostituita da Angela Angela (Claudia Gerini), immaginaria sorella di Alberto, vestita come Vulvia ma colta ed arrogante. Vulvia disturbava il nuovo volto del canale comparendo mentre faceva delle smorfie nelle immagini trasmesse sullo schermo alle spalle della conduttrice. Quando però Angela Angela osò presentare un servizio sugli imbuti definendoli "utensili di irrilevante valore scientifico" e pronunciandone il nome senza storpiarlo, Vulvia non si trattenne più e urlò "MBUTI!": un enorme imbuto cadde su Angela Angela e Vulvia, sconfitta l'avversaria, riottenne il suo posto.
Tuttavia, le accuse di raccomandazione che Guzzanti rivolse ad Angela ed Alberto Angela in questa occasione fecero infuriare Piero Angela, al punto che nella penultima puntata Vulvia si limitò a presentare documenti scientifici di carattere generale senza mai nominare Alberto Angela, che non fu neanche imitato da Neri Marcorè. La situazione fu poi chiarita, infatti nell'ultima puntata il vero Alberto Angela fu ospite della trasmissione e si prestò ad un simpatico sketch al fianco del suo imitatore.
Il personaggio di Vulvia ricomparve nel 2002 ne Il caso Scafroglia, in cui, oltre a presentare i servizi culturali di Rieducational Channel, introduceva gli episodi della serie di fanta-revisionismo storico Fascisti su Marte.
Guzzanti è tornato ad interpretare Vulvia nello spettacolo teatrale Recital (2009/2010). Un anno dopo Vulvia è riapparsa in Aniene (2011), in cui, dopo aver presentato i suoi servizi scientifici, tentava a modo suo di promuovere una crema Gargné (parodia di Garnier):
(Vulvia)
Nel 2016, per promuovere la nuova serie di Guzzanti Dov'è Mario?, è stato attivato il canale Sky Mario HD, dove sono stati trasmessi anche sketch inediti di Vulvia: la conduttrice, truccata così da apparire di pelle nera, sosteneva di essere Morgan Freeman e tentava di fare divulgazione scientifica ispirandosi al Morgan Freeman Science Show.
(Vulvia)
Nel 2020 Vulvia è riapparsa nell'ultima puntata della stagione di Propaganda Live, in cui non si fece sfuggire l'occasione di citare l'affermazione di qualche giorno prima dell'allora ministro dell'istruzione Lucia Azzolina ("lo studente non è un imbuto da riempire di conoscenze"), replicando:
(Vulvia)
La divulgatrice veniva poi interrotta dalla voce del dio Disse, padre di Aniene, che, vista la folta chioma bionda, l'aveva scambiata per il figlio e le chiedeva di recuperare la spada del nonno al banco dei pegni; Vulvia, preoccupata di avere le allucinazioni, cominciava a pensare che potesse trattarsi di uno dei primi sintomi del COVID-19.
La successiva apparizione di Vulvia è stata a LOL - Chi ride è fuori (2022): anche in questa occasione la conduttrice non si è occupata solo di presentare servizi documentari, ma ha fatto ancora da testimonial per la crema Gargné. Grazie a questo cavallo di battaglia, Guzzanti ha causato la risata e la conseguente ammonizione di Max Angioni e l'eliminazione della già ammonita Alice Mangione, che durante questo sketch aveva attaccato dello scotch attorno alle guance per evitare di ridere.